# Молодёжка
«Молодёжка» — российский телесериал, повествующий о судьбе молодёжной хоккейной команды «Медведи». Выходил на телеканале «СТС» с 7 октября 2013 года по 14 февраля 2019 года.

## Съёмки и выпуск
Впервые о разработке сериала о хоккеистах было объявлено в феврале 2012 года, когда был открыт кастинг на роли в городе Челябинске.
Съёмки первого сезона стартовали 9 декабря 2012 года. Публично создатели объявили о проекте на пресс-конференции в пресс-центре «РИА Новости» 19 марта 2013 года.
Премьера телесериала состоялась на канале СТС 7 октября 2013 года в 21:00. Первый сезон состоит из 40 серий. 16 и 17 декабря 2013 года на канале СТС в 21:00 был показан «Молодёжка. Фильм о фильме».
21 ноября 2013 года канал СТС продлил сериал на второй сезон, который состоит из 40 новых серий. Второй сезон был создан при финансовой поддержке Министерства культуры Российской Федерации.
Премьера первой части второго сезона (серии 41—60) состоялась на СТС 17 ноября 2014 года в 21:00. Премьера второй части второго сезона (серии 61—80) состоялась 26 января 2015 года.
27 мая 2015 года стало известно, что Министерство культуры Российской Федерации финансово поддержало съёмки третьего сезона сериала. Съёмки третьего сезона проходили с 27 апреля по 19 октября 2015 года.
Премьера первой части третьего сезона (серии 81—100) состоялась на СТС 26 октября 2015 года. Премьера второй части третьего сезона (серии 101—120) состоялась 25 января 2016 года в 21:00.
Телесериал был продлён на 52-серийный четвёртый сезон, съёмки которого проходили с 27 марта по 12 ноября 2016 года. Четвёртый сезон получил название «Молодёжка. Противостояние».
Премьера четвёртого сезона состоялась на СТС 17 октября 2016 года. Сезон поделён на 2 части: 24 серии (121—144) были показаны с 17 октября по 24 ноября, а оставшиеся 28 серий (145—172) были показаны с 13 марта по 27 апреля 2017 года в 20:00.
Телесериал был продлён на 44-серийный пятый сезон, съёмки которого проходили с 27 марта по 29 сентября 2017 года. Пятый сезон получил название «Молодёжка. Взрослая жизнь».
Премьера пятого сезона состоялась на СТС 4 сентября 2017 год. Сезон поделён на 2 части: 24 серии (173—196) были показаны с 4 сентября по 12 октября, а оставшиеся 20 серий (197—216) вышли в эфире СТС с 15 января по 15 февраля 2018 год.
Телесериал был продлён на 44-серийный финальный шестой сезон, съёмки которого стартовали 15 марта 2018 года. Шестой сезон финальный получил название «Молодёжка. Лёд и пламя».
Премьера шестого сезона состоялась на СТС 17 сентября 2018 года. Сезон поделён на 2 части: 24 серии (217—240) были показаны с 17 сентября по 25 октября, а оставшиеся 20 серий (241—260) были показаны 14 января по 14 февраля 2019 год.
21 ноября 2023 года на презентации нового сезона СТС было объявлено о возвращении «Молодёжки» на экраны в 2024 году. Сериал будет называться «Молодёжка. Новая смена», а к роли уже точно вернётся Влад Канопка. Съёмки стартовали в январе 2024 года.

## Сюжет
В хоккейную команду «Медведи» небольшого города приходит новый тренер Сергей Макеев, в прошлом игрок Национальной хоккейной лиги, поставивший себе задачу сделать из «Медведей» единую команду. Это будет непросто, ведь игроки совсем не чувствуют себя единым целым. Помимо этого, у них есть и другие дела: семья, личная жизнь, учёба. Да и у самого тренера появляются недоброжелатели. Героям предстоит многому научиться, стать единым коллективом и найти своё счастье.

## Персонажи
= Главная роль в сезоне
     = Второстепенная роль в сезоне
     = Гостевая роль в сезоне
     = Не появляется

### Главные персонажи
| Актёр                 | Персонаж                    | Появление в сезонах | Появление в сезонах | Появление в сезонах | Появление в сезонах | Появление в сезонах | Появление в сезонах | Появление в сезонах |
| Актёр                 | Персонаж                    | 1                   | 2                   | 3                   | 4                   | 5                   | 6                   | Эпизоды             |
| --------------------- | --------------------------- | ------------------- | ------------------- | ------------------- | ------------------- | ------------------- | ------------------- | ------------------- |
| Денис Никифоров       | Сергей Макеев               | 40                  | 40                  | 40                  | 52                  | 36                  | 44                  | 252                 |
| Влад Канопка          | Андрей «Кислый» Кисляк      | 40                  | 40                  | 40                  | 47                  | 43                  | 40                  | 250                 |
| Александр Соколовский | Егор «Щука» Щукин           | 40                  | 40                  | 35                  | 42                  | 13                  | 1                   | 171                 |
| Игорь Огурцов         | Семён «Сеня» Бакин          | 40                  | 40                  | 40                  | 52                  | 44                  | 40                  | 256                 |
| Иван Жвакин           | Александр «Костер» Костров  | 40                  | 40                  | 10                  | 49                  | 44                  | 32                  | 215                 |
| Илья Коробко          | Михаил «Миха» Пономарёв     | 40                  | 40                  | 40                  | 25                  | 44                  | 2                   | 191                 |
| Макар Запорожский     | Дмитрий «Малой» Щукин       | 40                  | 7                   | 1                   | 18                  |                     | 1                   | 67                  |
| Иван Дубровский       | Вадим «Назар» Назаров       | 40                  | 37                  | 35                  |                     |                     | 1                   | 113                 |
| Сергей Габриэлян      | Василий «ВасГен» Фролов     | 37                  | 38                  | 38                  | 52                  | 29                  | 35                  | 229                 |
| Владимир Зайцев       | Вадим Казанцев              | 40                  | 34                  | 27                  | 52                  | 42                  | 44                  | 239                 |
| Сергей Комаров        | Юрий Романенко              | 40                  | 32                  | 25                  | 20                  |                     |                     | 117                 |
| Николай Добрынин      | Николай Бакин               | 31                  | 40                  | 36                  | 51                  | 43                  | 40                  | 241                 |
| Юлия Маргулис         | Марина Касаткина            | 38                  | 31                  | 33                  | 39                  | 19                  |                     | 160                 |
| Анна Михайловская     | Яна Самойлова               | 32                  | 29                  | 22                  | 24                  | 24                  | 13                  | 144                 |
| Мария Иващенко        | Алина Пономарёва            | 32                  | 37                  | 35                  | 5                   | 31                  |                     | 140                 |
| Иван Мулин            | Антон «Антип» Антипов       | 36                  | 40                  | 40                  | 43                  | 17                  | 43                  | 219                 |
| Серафима Низовская    | Юлия Макеева                | 37                  | 37                  | 30                  | 36                  | 3                   | 29                  | 172                 |
| Мария Пирогова        | Ольга Антипова              | 27                  | 32                  | 24                  | 32                  |                     | 34                  | 149                 |
| Анатолий Кот          | Анатолий Жилин              |                     | 36                  | 36                  | 44                  | 40                  | 32                  | 188                 |
| Елена Галибина        | Зоя Бакина                  | 12                  | 26                  | 19                  | 39                  | 34                  | 25                  | 155                 |
| Наталья Терешкова     | Маргарита Бакина            | 11                  | 30                  | 21                  | 28                  | 13                  | 4                   | 107                 |
| Михаил Гаврилов       | Евгений «Царь» Царев        |                     |                     | 35                  | 49                  | 1                   | 1                   | 86                  |
| Евгений Банифатов     | Игорь Дрозд                 |                     |                     | 35                  | 10                  | 17                  | 1                   | 63                  |
| Никита Еленев         | Денис Васильев              |                     |                     | 35                  | 14                  |                     | 1                   | 50                  |
| Небойша Дугалич       | Томаш Бартович / ПанТомаш   |                     |                     | 33                  |                     |                     |                     | 33                  |
| Светлана Антонова     | Елизавета Краснова          |                     |                     | 30                  | 16                  |                     |                     | 46                  |
| Андрей Мерзликин      | Максим «Костолом» Стрельцов |                     | 5                   |                     | 45                  |                     |                     | 50                  |
| Владимир Стержаков    | Семён Красницкий            |                     | 3                   | 8                   | 43                  |                     |                     | 54                  |
| Татьяна Шумова        | Надежда Орлова              |                     |                     | 8                   | 35                  | 34                  | 23                  | 100                 |
| Максим Щёголев        | Александр Точилин           |                     |                     | 23                  | 39                  |                     | 43                  | 105                 |
| Пётр Коврижных        | Илья Березин                |                     |                     |                     | 47                  | 1                   | 1                   | 49                  |
| Андрей Пынзару        | Данила Бондарь              |                     |                     |                     | 48                  | 1                   | 1                   | 50                  |
| Матвей Зубалевич      | Алексей Смирнов             |                     | 17                  | 7                   | 17                  |                     | 29                  | 70                  |
| Мария Ахметзянова     | Кира Кострова               |                     |                     |                     | 38                  | 30                  | 20                  | 88                  |
| Софья Шуткина         | Анастасия Гордеева          |                     |                     |                     | 27                  | 35                  | 38                  | 100                 |
| Владимир Яглыч        | Руслан «Русс» Жданов        |                     |                     |                     |                     | 44                  |                     | 44                  |
| Тимур Ефременков      | Георгий «Буш» Бушманов      |                     |                     |                     |                     | 41                  |                     | 41                  |
| Максим Дрозд          | Виталий Жданов              |                     |                     |                     |                     | 31                  |                     | 31                  |
| Дмитрий Куличков      | Валерий Поляков             |                     |                     |                     |                     | 37                  |                     | 37                  |
| Сергей Горобченко     | Борис «Старый» Никитин      |                     |                     |                     |                     | 44                  | 1                   | 45                  |
| Пётр Кислов           | Иван «Савва» Савчук         |                     |                     |                     |                     | 18                  | 25                  | 43                  |
| Евгений Романцов      | Алексей «Платон» Платонов   |                     |                     |                     |                     | 19                  | 29                  | 48                  |
| Артём Губин           | Кузьма «Шмель» Шмелёв       |                     |                     |                     |                     |                     | 44                  | 44                  |
| Станислав Пеховский   | Владислав «Куница» Куницын  |                     |                     |                     |                     |                     | 43                  | 43                  |
| Алексей Суренский     | Кирилл Емельянов            |                     |                     |                     |                     |                     | 43                  | 43                  |
| Максим Литовченко     | Всеволод Горовой            |                     |                     |                     |                     |                     | 43                  | 43                  |
| Екатерина Климова     | Виктория Каштанова          |                     |                     |                     |                     |                     | 44                  | 44                  |
| Яна Енжаева           | Дина Емельянова             |                     |                     |                     |                     |                     | 29                  | 29                  |
| Дарья Рудёнок         | Елена Мельникова            |                     |                     |                     |                     |                     | 25                  | 25                  |
| Сергей Шакуров        | Иван Качалов                |                     |                     |                     |                     |                     | 21                  | 21                  |
| Всего эпизодов        | Всего эпизодов              | 40                  | 40                  | 40                  | 52                  | 44                  | 44                  | 260                 |

### Второстепенные персонажи
| Актёр                    | Персонаж                  | Появление в сезонах | Появление в сезонах | Появление в сезонах | Появление в сезонах | Появление в сезонах | Появление в сезонах | Появление в сезонах |
| Актёр                    | Персонаж                  | 1                   | 2                   | 3                   | 4                   | 5                   | 6                   | Эпизоды             |
| ------------------------ | ------------------------- | ------------------- | ------------------- | ------------------- | ------------------- | ------------------- | ------------------- | ------------------- |
| Фёдор Бондарчук          | Олег Калинин              | 16                  | 28                  | 4                   | 7                   | 3                   | 8                   | 66                  |
| Юрий Лахин               | Виктор Кисляк             | 20                  | 21                  | 24                  | 34                  | 21                  | 13                  | 136                 |
| Анатолий Лобоцкий        | Станислав Костров         | 21                  | 14                  | 2                   | 23                  | 18                  | 10                  | 88                  |
| Ксения Лаврова-Глинка    | Ольга Кострова            | 20                  | 17                  |                     | 24                  | 17                  | 8                   | 86                  |
| Вадим Андреев            | Федор Самойлов            | 5                   | 11                  | 27                  | 13                  | 6                   |                     | 62                  |
| Елена Кравченко          | Елена Щукина              | 25                  | 12                  | 19                  |                     |                     |                     | 56                  |
| Андрей Градов            | Пётр Морозов              | 6                   | 9                   | 12                  |                     |                     |                     | 27                  |
| Галина Сазонова          | Виктория Морозова         | 20                  | 29                  | 15                  |                     | 10                  |                     | 74                  |
| Виктория Егошина         | Елена Плотникова          | 27                  |                     |                     |                     |                     |                     | 27                  |
| Михаил Жигалов           | Степан Жарский            | 8                   | 14                  | 6                   | 11                  |                     |                     | 39                  |
| Вячеслав Разбегаев       | Владимир Белов            | 5                   | 8                   |                     | 4                   |                     |                     | 17                  |
| Игорь Арташонов          | Василий Пономарёв         | 22                  | 31                  |                     |                     |                     |                     | 53                  |
| Валентина Ананьина       | Лариса Савельева          | 23                  | 21                  |                     |                     |                     |                     | 44                  |
| Егор Вадов               | Эдуард Зайцев             | 13                  | 4                   |                     |                     |                     |                     | 17                  |
| Николай Алексеев         | Игорь Гаврилов            | 5                   | 10                  |                     |                     |                     | 1                   | 16                  |
| Юрий Ваксман             | Николай «Колюня» Гроссман |                     | 28                  | 5                   | 15                  |                     | 4                   | 52                  |
| Елена Оболенская         | Татьяна Кожевникова       |                     | 19                  | 21                  | 25                  | 3                   | 2                   | 70                  |
| Дмитрий Титов            | Олег Титов                |                     | 2                   | 18                  | 17                  |                     |                     | 37                  |
| Глеб Собянин             | Паша Макеев               |                     | 13                  | 17                  | 30                  |                     |                     | 60                  |
| Елена Борисовна          | Анна Сергеевна            |                     | 19                  |                     |                     |                     |                     | 19                  |
| Антон Мишин              | Артём Воробьёв            |                     | 35                  |                     |                     |                     | 1                   | 36                  |
| Валерия Гладилина        | Алёна Сазонова            |                     | 15                  |                     |                     |                     |                     | 15                  |
| Ульяна Лаптева           | Антонина Романенко        |                     | 10                  |                     |                     |                     |                     | 10                  |
| Виктория Рунцова         | Вика                      |                     | 6                   |                     |                     |                     |                     | 6                   |
| Софья Виленчик           | Валерия                   |                     | 8                   | 4                   |                     |                     |                     | 12                  |
| Алексей Огурцов          | Игорь Дубовский           |                     | 9                   |                     | 17                  |                     |                     | 26                  |
| Наталья Иглина           | Дарья Фролова             |                     | 16                  | 22                  | 26                  |                     |                     | 64                  |
| Владимир Стеклов         | Илья Пахомов              |                     |                     | 19                  |                     |                     |                     | 19                  |
| Григорий Анашкин         | Кирилл Кобрин             |                     |                     | 17                  |                     |                     |                     | 17                  |
| Сергей Рубеко            | Валерий Сотников          |                     |                     | 29                  |                     |                     |                     | 29                  |
| Илья Алексеев            | Олег Шагалин              |                     |                     | 22                  |                     |                     |                     | 22                  |
| Софья Озерова            | Анна Бартович             |                     |                     | 22                  |                     |                     |                     | 22                  |
| Пётр Баранчеев           | Максим Краснов            |                     |                     | 18                  |                     |                     |                     | 18                  |
| Григорий Зельцер         | Станислав Глазунов        |                     |                     | 14                  |                     |                     |                     | 14                  |
| Екатерина Леонова        | Екатерина Бояринцева      |                     |                     | 9                   |                     |                     |                     | 9                   |
| Роман Чора               | Никита                    |                     |                     | 7                   |                     |                     |                     | 7                   |
| Артур Федынко            | Влад Кривец               |                     |                     | 4                   |                     |                     |                     | 4                   |
| Валерия Шкирандо         | Кристина Романова         |                     |                     | 24                  |                     |                     |                     | 24                  |
| Аристарх Ливанов         | Антон Локтев              |                     |                     | 5                   | 27                  |                     |                     | 32                  |
| Павел Сидоренко          | Игорь Горбенко            |                     |                     | 35                  | 42                  |                     |                     | 77                  |
| Александр Бобров         | Михаил Захаров            |                     |                     |                     | 25                  |                     |                     | 25                  |
| Людмила Гнилова          | Клеопатра Гроссман        |                     |                     |                     | 6                   |                     |                     | 6                   |
| Александра Власова       | Ира Шелехова              |                     |                     |                     | 18                  |                     |                     | 18                  |
| Анастасия Стежко         | Елена Смольская           |                     |                     |                     | 29                  |                     |                     | 29                  |
| Юрий Николаенко          | Станислав Зуев            |                     |                     |                     | 6                   |                     |                     | 6                   |
| Рашид Тугушев            | Леонид Владимирович       |                     |                     |                     | 9                   |                     |                     | 9                   |
| Нелли Селезнёва-Неведина | Лариса Новикова           |                     |                     |                     | 38                  | 2                   | 2                   | 42                  |
| Анна Васильева-Абрамович | Полина Григорьева         |                     |                     |                     | 23                  | 26                  |                     | 49                  |
| Владимир Литвинов        | Игорь Зуев                |                     |                     |                     | 6                   | 13                  |                     | 19                  |
| Клим Волохов             | Никита Фролов             |                     |                     |                     | 21                  | 3                   |                     | 24                  |
| Алексей Лонгин           | Дмитрий Шевцов            |                     |                     |                     |                     | 10                  | 17                  | 27                  |
| Дмитрий Лямочкин         | Роман Кириллович          |                     |                     |                     |                     | 7                   | 1                   | 8                   |
| Яна Кошкина              | Светлана Савчук           |                     |                     |                     |                     | 12                  | 3                   | 15                  |
| Наталья Рудова           | Натали Жданова            |                     |                     |                     |                     | 18                  |                     | 18                  |
| Анастасия Зенкович       | Мария Никитина            |                     |                     |                     |                     | 30                  |                     | 30                  |
| Сергей Стёпин            | Пётр Липкин               |                     |                     |                     |                     | 15                  |                     | 15                  |
| Екатерина Мельник        | Регина Князева            |                     |                     |                     |                     | 12                  |                     | 12                  |
| Иева Андревайте          | Ульяна Метлицкая          |                     |                     |                     |                     | 9                   |                     | 9                   |
| Олег Осипов              | Константин                |                     |                     |                     |                     | 14                  |                     | 14                  |
| Евгений Горенятенко      | Василий Чижов             |                     |                     |                     |                     | 13                  |                     | 13                  |
| Светлана Степанковская   | Татьяна Мазаева           |                     |                     |                     |                     | 9                   |                     | 9                   |
| Олег Кассин              | Кирилл Лыков              |                     |                     |                     |                     | 18                  |                     | 18                  |
| Андрей Лукьянов          | Григорий Ольшевский       |                     |                     |                     |                     | 5                   |                     | 5                   |
| Владислава Евтушенко     | Вера Романова             |                     |                     |                     |                     | 6                   | 7                   | 13                  |
| Дмитрий Смирнов          | Глеб                      |                     |                     |                     |                     | 4                   |                     | 4                   |
| Дмитрий Прокофьев        | Павел Григорьевич         |                     |                     |                     |                     |                     | 20                  | 20                  |
| Дмитрий Власкин          | Сергей Сочников           |                     |                     |                     |                     |                     | 20                  | 20                  |
| Александр Наумов         | Роман Куницын             |                     |                     |                     |                     |                     | 17                  | 17                  |
| Владислав Ветров         | Василий Горячкин          |                     |                     |                     |                     |                     | 22                  | 22                  |
| Оксана Гуляева           | Галина Горовая            |                     |                     |                     |                     |                     | 18                  | 18                  |
| Ангелина Стречина        | Алиса Горовая             |                     |                     |                     |                     |                     | 22                  | 22                  |
| Анна Глаубэ              | Даша                      |                     |                     |                     |                     |                     | 13                  | 13                  |
| Анастасия Тимушкова      | Ксюша                     |                     |                     |                     |                     |                     | 9                   | 9                   |
| Евгения Ахременко        | Александра Ситникова      |                     |                     |                     |                     |                     | 8                   | 8                   |
| Сергей Воробьёв          | Виктор Сергеевич          |                     |                     |                     |                     |                     | 8                   | 8                   |
| Ольга Науменко           | Лидия Качалова            |                     |                     |                     |                     |                     | 5                   | 5                   |
| Алексей Гришин           | Виктор Петрович           |                     |                     |                     |                     |                     | 8                   | 8                   |
| Борис Шевченко           | Евгений Погодин           |                     |                     |                     |                     |                     | 8                   | 8                   |
| Олег Мазуров             | Алексей Шульгин           |                     |                     |                     |                     |                     | 8                   | 8                   |
| Юлия Чиплиева            | Карина                    |                     |                     |                     |                     |                     | 5                   | 5                   |
| Всего эпизодов           | Всего эпизодов            | 40                  | 40                  | 40                  | 52                  | 44                  | 44                  | 260                 |

## В ролях

### Игроки хоккейных команд
| Актёр                 | Роль |
| --------------------- | --- |
| Александр Соколовский | Егор Андреевич Щукин («Щука») (1—6 сезоны) центральный нападающий (игрок номер 10), капитан «Медведей» (до 85-й серии), старший брат Дмитрия Щукина, с 85-й по 88-ю серии — игрок хоккейного клуба МХЛ «Титан» (игрок номер 9), из-за травмы ушёл из хоккея, со 111-й серии — тренер любительской хоккейной команды Nivea Men, со 120-й по 200-ю серии — тренер детской команды «Медведи». Муж Марины Касаткиной |
| Макар Запорожский     | Дмитрий Андреевич Щукин («Димон») (1—4, 6 сезоны) вратарь (игрок номер 1). С 1-й по 20-ю и с 38-й по 43-ю серии — игрок хоккейного клуба МХЛ «Медведи», с 24-й по 28-ю серии — игрок хоккейного клуба МХЛ «Химик» (игрок номер 20). В 43-й серии из-за гипертрофической кардиомиопатии ушёл из хоккея, с 46-й серии — студент МГТУ имени Баумана. Парень/бывший парень Насти Гордеевой |
| Иван Жвакин           | Александр Станиславович Костров («Костёр») (1—6 сезоны) нападающий (игрок номер 9). С 1-й по 86-ю и со 125-й по 159-ю серии — игрок (со 126-й по 159-ю серии по совместительству капитан) хоккейного клуба МХЛ «Медведи». В 86-й серии уехал играть в молодёжную сборную Швеции (ХК «Ферьестад»), со 159-й по 168-ю серию — игрок молодёжной хоккейной сборной России, со 173-й серии — игрок и капитан хоккейного клуба ВХЛ/КХЛ «Бурые медведи». С 222-й по 249-ю серии — игрок хоккейного клуба ВХЛ «Медведи». С 249-й серии — игрок хоккейного клуба КХЛ «Сочи». Бывший парень Яны Самойловой. Муж Киры Пановой. Ждут с Кирой ребёнка |
| Владислав Канопка     | Андрей Викторович Кисляк («Кислый») (1—6 сезоны) крайний нападающий (игрок номер 24), с 1-й по 125-ю серию — игрок (также, с 86-й по 125-ю серии — капитан) хоккейного клуба МХЛ «Медведи», со 115-й по 120-ю серии — капитан молодёжной сборной России, со 125-й по 129-ю серии — игрок хоккейного клуба МХЛ «Ледяные короли», со 176-й по 216-ю серии — игрок хоккейного клуба ВХЛ «Бурые медведи». С 217-й по 219-ю серии — игрок хоккейного клуба КХЛ «Бурые медведи». С 222-й по 229-ю серии — игрок хоккейного клуба ВХЛ «Медведи», в 229-й серии был вынужден уйти из «Медведей» и завершить игровую карьеру по состоянию здоровья. С 239-й серии — временно исполняющий обязанности второго тренера/второй тренер хоккейного клуба «Медведи». Муж Яны Самойловой |
| Игорь Огурцов         | Семён Николаевич Бакин («Сеня») (1—6 сезоны) вратарь (игрок номер 38), с 1-й по 115-ю и со 121-й по 173-ю серии — игрок хоккейного клуба МХЛ «Медведи», с 57-й по 71-ю, со 115-й по 120-ю и со 159-й по 168-ю серии — вратарь молодёжной сборной России по хоккею, со 173-й по 222-ю серии — вратарь хоккейного клуба ВХЛ/КХЛ «Бурые медведи». С 222-й серии — вратарь хоккейного клуба ВХЛ/КХЛ «Медведи». Муж Риты Бакиной (Новиковой), отец Коли |
| Илья Коробко          | Михаил (Миха) Васильевич Пономарёв (1—6 сезоны) защитник (игрок номер 95), с 1-й по 86-ю серию — игрок хоккейного клуба МХЛ «Медведи», с 86-й по 115-ю серии — игрок хоккейного клуба МХЛ «Титан», со 115-й по 120-ю и со 159-й по 168-ю серии — игрок молодёжной сборной России, со 120-й по 144-ю серии — игрок хоккейного клуба КХЛ «Ак Барс», со 146-й по 159-ю серии — игрок хоккейного клуба МХЛ «Ледяные короли», со 173-й серии — игрок хоккейного клуба ВХЛ/КХЛ «Бурые медведи». Муж Алины Пономарёвой (Морозовой) |
| Матвей Зубалевич      | Алексей Петрович Смирнов («Смирный») (2—4, 6 сезоны) защитник (игрок номер 13), до 53-й серии бывший игрок хоккейного клуба МХЛ «Сокол», с 53-й по 60-ю и с 62-й по 69-ю серии — игрок хоккейного клуба МХЛ «Медведи», с 69-й по 86-ю серии — игрок хоккейного клуба МХЛ «Титан», с 86-й по 114-ю серии — игрок хоккейного клуба МХЛ «Арсенал», со 115-й по 120-ю серии — игрок молодёжной сборной России, со 134-й по 152-ю серии — игрок хоккейного клуба МХЛ «Ледяные короли», с 227-й серии — игрок хоккейного клуба ВХЛ «Металлист». Парень Карины. |
| Михаил Гаврилов       | Евгений Андреевич Царёв («Царь») (3—6 сезоны) центральный нападающий (игрок номер 45), до 85-й серии бывший нападающий хоккейного клуба МХЛ «Факел», с 85-й по 123-ю серию — игрок хоккейного клуба МХЛ «Титан», с 81-й по 85-ю и со 123-й по 173-ю серии — игрок хоккейного клуба МХЛ «Медведи», со 159-й по 173-ю серии — игрок молодёжной сборной России по хоккею, со 173-й серии — игрок хоккейного клуба КХЛ «Салават Юлаев». Муж Елизаветы Красновой, ждут с Елизаветой ребёнка |
| Иван Мулин            | Антон Антипов («Антип») (1—6 сезоны) крайний нападающий (игрок номер 17), с 5-й по 115-ю серию — игрок хоккейного клуба МХЛ «Медведи», со 115-й по 120-ю и со 159-й по 168-ю серию — игрок хоккейной молодёжной сборной России, со 121-й серии — игрок хоккейного клуба МХЛ «Ледяные короли», со 198-й серии — игрок хоккейного клуба ВХЛ «Армата», с 217-й серии — игрок хоккейного клуба ВХЛ «Медведи», с 243-й серии — игрок хоккейного клуба ВХЛ «Метталист». Муж Ольги Антиповой (Беловой), отец Тони |
| Иван Дубровский       | Вадим Назаров («Назар») (1—3, 6 сезоны) крайний нападающий (игрок номер 16). С 1-й по 73-ю серию — игрок хоккейного клуба МХЛ «Медведи», с 73-й серии — игрок хоккейного клуба МХЛ «Арсенал», с 86-й серии — игрок хоккейного клуба МХЛ «Титан», со 115-й по 120-ю серию — игрок молодёжной хоккейной сборной России. Парень Екатерины Бояринцевой |
| Павел Сидоренко       | Игорь Горбенко (3—4 сезоны) вратарь хоккейного клуба МХЛ «Медведи» |
| Никита Еленев         | Денис Васильев (3—4, 6 сезоны) крайний нападающий (игрок номер 8), с 86-й серии — игрок хоккейного клуба МХЛ «Медведи», со 115-й по 120-ю серии — игрок молодёжной сборной России, со 125-й по 133-ю серии — игрок хоккейного клуба МХЛ «Ледяные короли». Парень Анны Бартович. Появляется в 260 серии вместе с остальными бывшими игроками клуба. |
| Пётр Коврижных        | Илья Березин («Берёза») (4—6 сезоны) нападающий (игрок номер 47), бывший игрок хоккейного клуба МХЛ «Факел», со 125-й серии — игрок хоккейного клуба МХЛ «Медведи», со 159-й по 165-ю серии — игрок молодёжной сборной России по хоккею, со 173-й серии — игрок хоккейного клуба КХЛ «Трактор». Появляется в 260 серии вместе с остальными бывшими игроками клуба. |
| Андрей Пынзару        | Данила Бондарь (4—6 сезоны) защитник (игр. номер 11), бывший игрок хоккейного клуба МХЛ «Факел», со 125-й серии — игрок хоккейного клуба МХЛ «Медведи», со 159-й серии — игрок молодёжной сборной России по хоккею (игр. номер 16), со 173-й серии — игрок хоккейного клуба КХЛ «Локомотив». Появляется в 260-й серии,вместе с остальными бывшими игроками клуба. |
| Евгений Банифатов     | Игорь (Гарик) Дрозд (3—6 сезоны) нападающий (игрок номер 10), игрок хоккейного клуба МХЛ «Титан», со 115-й по 120-ю и со -й серии — игрок молодёжной сборной России по хоккею, со 160-й серии — капитан молодёжной сборной России по хоккею, со 195-й серии — игрок хоккейного клуба ВХЛ «Армата». Парень Оксаны Плотниковой |
| Станислав Пеховский   | Владислав Романович Куницын («Куница») (6 сезон) нападающий (игрок номер 10), игрок хоккейного клуба ВХЛ «Медведи», с 238-й серии — игрок хоккейного клуба ВХЛ «Металлист», парень Елены Мельниковой |
| Артём Губин           | Кузьма Шмелёв («Шмель») (6 сезон) вратарь (игрок номер 1), игрок хоккейного клуба ВХЛ «Медведи», по совместительству — известный блогер, с 260-й серии — игрок хоккейного клуба КХЛ «Медведи», парень Дины Емельяновой |
| Алексей Суренский     | Кирилл (Кира) Емельянов (6 сезон) нападающий (игрок номер 33), игрок хоккейного клуба ВХЛ «Медведи», с 260-й серии — игрок хоккейного клуба КХЛ «Медведи», парень Алисы Горовой |
| Максим Литовченко     | Всеволод (Сева) Андреевич Горовой (6 сезон) защитник (игрок номер 2), игрок хоккейного клуба ВХЛ «Медведи» (по 249-ю серию), ранее играл вместе с Точилиным в чеховском «Витязе» |
| Дмитрий Власкин       | Сергей Сочников (6 сезон) нападающий (игрок номер 46), игрок хоккейного клуба ВХЛ «Медведи», с 260-й серии — игрок КХЛ «Медведи», ранее играл за хоккейные команды «Стальные Лисы» и «Буран».Был влюблен в Ольгу Антипову,за что Антон Антипов крайне негативно к нему относился.Пришёл в команду с целью не платить алименты своей бывшей жене и дочери. |
| Пётр Кислов           | Иван Савчук («Сава») (5—6 сезоны) вратарь (по 190-ю серию) (игрок номер 1), в 190-й серии покинул команду из-за того,что за деньги слил матч, с 227-й серии — игрок хоккейного клуба ВХЛ «Металлист». Муж Светланы Савчук |
| Владимир Яглыч        | Руслан (Рус) Михайлович Жданов (5 сезон) центральный нападающий (игрок номер 50), капитан «Электрона», затем — капитан «Бурых медведей» (со 173-й по 174-ю и со 185-й по 192-ю серии), со 181-й по 192-ю серии — играющий второй тренер «Бурых медведей», с 217-й серии — игрок хоккейного клуба КХЛ «Бурые медведи». Бывший муж Натали Ждановой, был влюблён в Настю Гордееву, парень Ульяны Метлицкой |
| Тимур Ефременков      | Георгий Бушманов («Буш») (5 сезон) защитник (игрок номер 88),игрок хоккейного клуба ВХЛ "Электрон"/"Бурые медведи" до 194-й серии,со 195-й серии — игрок хоккейного клуба ВХЛ «Армата».По совместительству участвует в боях без правил.Тафгай. |
| Сергей Горобченко     | Борис Андреевич Никитин («Старый») (5—6 сезоны) защитник (игрок номер 28), со 192-й серии — играющий второй тренер «Бурых медведей», позже из-за травмы прекратил играть в хоккей и стал вторым тренером «Бурых медведей», с 217-й серии — игрок хоккейного клуба КХЛ «Бурые медведи» |
| Евгений Романцов      | Алексей Платонов (5—6 сезоны) нападающий (игрок номер 71) (со 6-й по 12-ю серию), бывший игрок хоккейного клуба КХЛ «Салават Юлаев», со 181-й по 184-ю серии — капитан «Бурых медведей». Получил во время игры сильную травму, но после реабилитационного периода, с 205-й серии — игрок хоккейного клуба ВХЛ «Армата», с 227-й серии — игрок хоккейного клуба ВХЛ «Металлист», с 254-й серии — игрок хоккейного клуба ВХЛ «Стрела». Бывший парень Насти Гордеевой |
| Антон Мишин           | Артём Воробьёв (2, 6 сезоны) вратарь (номер 20), бывший игрок хоккейного клуба МХЛ «Химик», с 46-й по 80-ю серию — игрок хоккейного клуба МХЛ «Медведи». Появляется в 260-й серии вместе с остальными бывшими игроками клуба |
| Николай Алексеев      | Игорь Гаврилов (1—2, 6 сезоны) нападающий (игрок номер 29), бывший игрок хоккейного клуба МХЛ «Химик», с 71-й по 80-ю серию — игрок хоккейного клуба МХЛ «Медведи». Появляется в 260-й серии вместе с остальными бывшими игроками клуба |
| Михаил Конов          | Петровский (1—2 сезоны) нападающий, блатной игрок команды «Медведи», покинул команду во 2-й серии по решению Сергея Петровича Макеева |
| Арсений Робак         | Кочетов (3, 6 сезоны) претендент молодёжной сборной России, в 258-й серии выяснилось, что он играет в хоккейном клубе ВХЛ «Буран» |
| Олег Капитулин        | Игорь Михнов (1 сезон) вратарь, с 21-й по 38-ю серию — второй вратарь хоккейного клуба МХЛ «Медведи». Ушёл из команды из-за травмы |

### Дублёры и игроки второго плана
| Актёр                             | Роль                                        |
| --------------------------------- | ------------------------------------------- |
| Евгений Владимирович Потапов      | дублёр Егора Щукина                         |
| Дмитрий Александрович Шамыгин     | дублёр Дмитрия Щукина                       |
| Евгений Шевченко                  | дублёр Александра Кострова                  |
| Дмитрий Андреевич Хозов           | Солдатов, дублёр Вадима Назарова            |
| Олег Алексеевич Капитулин         | Игорь Михнов, дублёр Семёна Бакина          |
| Александр Александрович Мартьянов | Дмитрий Скворцов, дублёр Михаила Пономарёва |
| Сергей Сергеевич Аркадьев         | дублёр Игоря Дрозда                         |
| Валерий Бобков                    | дублёр Дениса Васильева                     |

### Родители и родственники
| Актёр                         | Роль |
| ----------------------------- | --- |
| Николай Добрынин              | Николай Семёнович Бакин (1—6 сезоны) отец Семёна Бакина, слесарь 6-го разряда сборочного цеха, с 49-й по 103-ю серии — председатель профсоюзного комитета, со 103-й по 158-ю серии — заместитель мэра города по делам культуры и спорта, со 158-й по 172-ю серии — кандидат на должность мэра города, в 172-й серии выиграл выборы, но отказался от должности мэра ради жены, со 179-й серии — главный инженер ледового дворца, ради этой должности в 183-й серии поступил учиться в ВУЗ, с 242-й по 248-ю серию — исполняющий обязанности спортивного директора хоккейного клуба «Медведи» |
| Елена Галибина                | Зоя Михайловна Бакина (1—6 сезоны) мать Семёна Бакина, сотрудник вагона-ресторана в поездах дальнего следования (по 195-ю серию), со 196-й по 199-ю серии — сотрудник библиотеки, со 199-й серии — администратор в ресторане |
| Валентина Ананьина            | Лариса Аркадьевна Савельева (1—2 сезоны) бабушка Михаила Пономарёва, пенсионерка, умерла в 159-й серии |
| Игорь Арташонов               | Василий Семёнович Пономарёв (1—2 сезоны) отец Михаила Пономарёва, в конце 2 сезона уехал на заработки в Тюмень (персонаж исчез из сериала в связи со смертью актёра) |
| Елена Кравченко-Кожухова      | Елена Константиновна Щукина (1—3 сезоны) мать Егора и Дмитрия Щукиных, в 3 сезоне влюбилась в Станислава Сергеевича, лечащего врача Егора, и переехала к нему жить |
| Серафима Савельевна Низовская | Юлия Борисовна Макеева (Антипова) (1—6 сезоны) родная мать Антона Антипова и Матвея Макеева, приёмная мать Паши, старший провизор, с 41-й серии — жена Сергея Петровича Макеева |
| Вячеслав Разбегаев            | Владимир Иванович Белов (1—2, 4 сезоны) родной отец Антона Антипова, приёмный отец Ольги Антиповой (Беловой) |
| Ксения Лаврова-Глинка         | Ольга Владимировна Кострова (1—2, 4—6 сезоны) мать Александра Кострова |
| Анатолий Лобоцкий             | Станислав Михайлович Костров (1—6 сезоны) отец Александра Кострова, профессор, заведующий кафедрой высшей математики в ВУЗе, с 225-й серии — декан |
| Галина Петровна Сазонова      | Виктория Олеговна Морозова (1—3, 5 сезоны) мать Алины Морозовой, руководитель кредитного отдела банка |
| Андрей Градов                 | Пётр Антонович Морозов (1—3 сезоны) отец Алины Морозовой, преподаватель экономики в ВУЗе |
| Юрий Горин                    | Олег Сергеевич (39 серия) дед Алины Морозовой, отец Виктории Олеговны, 75-летний пенсионер |
| Юрий Лахин                    | Виктор Анатольевич Кисляк (1—6 сезоны) отец Андрея Кисляка, прокурор города (по 114-ю серию), со 114-й серии — прокурор области |
| Вадим Андреев                 | Фёдор Михайлович Самойлов («Достоевский») (1—5 сезоны) отец Яны Самойловой, начальник ГИБДД (по 98-ю серию, с 114-й серии) |
| Татьяна Чернопятова           | Любовь Аркадьевна Самойлова (1 сезон) мать Яны Самойловой |
| Елена Мольченко               | Светлана Васильевна (1 сезон) тётя Яны Самойловой |
| Сергей Барышев                | Арсений Викторович Новиков (40 серия) отец Риты Новиковой |
| Нелли Селезнёва-Неведина      | Лариса Геннадьевна Новикова (4—6 сезоны) мать Риты Бакиной (Новиковой), филолог, сотрудник библиотеки |
| Владимир Чуприков             | Аркадий Николаевич Петровский (1—2 сезоны) отец Петровского |
| Андрей Межулис                | Юрий Владимирович Лисовец (2 сезон) отец Лисовца, судья |
| Александр Андриенко           | Андрей Царёв (4 сезон) отец Жени Царёва |
| Анна Бачалова                 | Екатерина (5 сезон) бывшая жена Бориса Никитина, но потом они вновь сошлись. Мать Маши Никитиной |
| Александр Наумов              | Роман Андреевич Куницын (6 сезон) бывший хоккеист, отец Владислава Куницына, поставщик спортивного инвентаря для хоккейного клуба «Медведи» |
| Оксана Гуляева                | Галина Александровна Горовая (6 сезон) жена Всеволода Горового, мать Алисы Горовой, владелица маникюрного салона |

### Руководство команд
| Актёр                         | Роль |
| ----------------------------- | --- |
| Денис Никифоров               | Сергей Петрович Макеев (1—6 сезоны) главный тренер хоккейного клуба МХЛ «Медведи» (с 1-й по 61-ю, с 67-й по 84-ю, с 122-й по 173-ю серии), с 85-й по 114-ю серию — главный тренер хоккейного клуба МХЛ «Титан», со 115-й по 121-ю серии — главный тренер молодёжной сборной России по хоккею, со 158-й по 173-ю серии — второй тренер молодёжной сборной России по хоккею, со 173-й по 181-ю серии — главный тренер хоккейного клуба ВХЛ «Бурые медведи», со 183-й по 193-ю серии — второй тренер хоккейного клуба КХЛ «Витязь», со 193-й по 217-ю серию — главный тренер хоккейного клуба ВХЛ «Бурые медведи», с 217-й серии — главный тренер хоккейного клуба ВХЛ/КХЛ «Медведи». Муж Юлии Макеевой (Антиповой), отчим Антона Антипова, родной отец Матвея и приёмный отец Паши. В прошлом хоккеист канадского клуба НХЛ «Монреаль Канадиенс», но после травмы был вынужден завязать с карьерой игрока и перейти к тренерской работе. Смелый и принципиальный человек, очень любит своих подопечных |
| Сергей Владимирович Комаров   | Юрий Михайлович Романенко (1—4 сезоны) второй тренер хоккейного клуба МХЛ «Медведи» (с 1-й по 62-ю, с 67-й по 70-ю и с 99-й по 120-ю серии), с 62-й по 67-ю серии — главный тренер хоккейного клуба МХЛ «Медведи», в 70-й серии был вынужден написать заявление об уходе, с 79-й по 90-ю серии — сотрудник хоккейного клуба «Ледяные короли», с 90-й по 99-ю серии — хозяин магазина для болельщиков «Трибуна» и кафе в спорткомплексе хоккейного клуба «Титан», со 139-й по 158-ю серии — второй тренер хоккейного клуба МХЛ «Ледяные короли», в 172-й серии выяснилось, что он работает точильщиком коньков в Ханты-Мансийском хоккейном клубе «Югра». Один из недоброжелателей Макеева. Глуповат, но своё дело знает очень хорошо |
| Сергей Габриэлян              | Василий Геннадьевич Фролов («ВасГен») (1—6 сезоны) до 114-й серии - врач хоккейного клуба «Медведи», со 116-й по 120-ю и со 158-й по 192-ю серии — врач молодёжной сборной России по хоккею, со 192-й по 219-ю серии — врач хоккейного клуба «Бурые медведи», с 219-й по 221-ю, и с 222-й серии — врач хоккейного клуба «Медведи», по совместительству - заведующий отделением реабилитации. Муж Татьяны Кожевниковой, приёмный отец Никиты. Жизнерадостный и весёлый, но часто переживает из-за гибели первой жены и двух сыновей. Увлекается космосом, называет игроков «астронавтами» |
| Михаил Жигалов                | Степан Аркадьевич Жарский («Дед») (1—4 сезоны) бывший главный тренер хоккейного клуба МХЛ «Медведи» и также хоккейного клуба «Химик», с 71-й по 80-ю серии — второй тренер хоккейного клуба МХЛ «Медведи», со 115-й по 120-ю серии — второй тренер молодёжной сборной России по хоккею, со 121-й по 129-ю серии — тренер хоккейного клуба МХЛ «Медведи», в 129-й серии был вынужден навсегда покинуть пост тренера из-за проблем со здоровьем |
| Данила Якушев                 | Виктор Анатольевич (1 сезон) тренер «Медведей» по спецсистеме |
| Геннадий Владимирович Юдин    | Иван Анатольевич (1—2 сезоны) тренер женской хоккейной команды |
| Валерия Анатольевна Гладилина | Алёна Сергеевна Сазонова (2 сезон) детский тренер по фигурному катанию, была влюблена в Сергея Макеева, в 62-й серии уехала в Ярославль тренировать юниоров |
| Артур Чиргадзе                | (2 сезон) главный тренер хоккейного клуба МХЛ «Арсенал» |
| Андрей Мерзликин              | Максим Эдуардович Стрельцов («Русский костолом») (2, 4 сезоны) с 76-й по 158-ю серии - главный тренер хоккейного клуба МХЛ «Ледяные короли», со 158-й серии — главный тренер молодёжной сборной России по хоккею. Бывший хоккеист канадского клуба НХЛ «Оттава Сенаторз». В прошлом нанёс Сергею Петровичу Макееву роковую травму, которая поставила крест на его карьере в НХЛ, однако Макеев не держит на него зла |
| Владимир Потапов              | Богданов (2 сезон) главный тренер МХЛ «Титан» (до 85-й серии) |
| Небойша Дугалич               | Томаш Бартович (3 сезон) главный тренер хоккейного клуба МХЛ «Медведи» (с 86-й по 113-ю серии), отец Анны Бартович, со 115-й серии — главный тренер молодёжной сборной Словакии по хоккею |
| Светлана Антонова             | Елизавета Андреевна Краснова (3—4 сезоны) врач в спорткомплексе хоккейного клуба «Титан» (3 сезон), со 136-й серии — терапевт в 24-й поликлинике города Москвы. Жена Жени Царёва, ждут с Женей ребёнка |
| Максим Щёголев                | Александр Валерьевич Точилин (3—4, 6 сезоны) бывший защитник чеховской хоккейной команды КХЛ «Витязь», с 93-й по 115-ю серии — второй тренер хоккейного клуба МХЛ «Титан», со 115-й по 123-ю серии — главный тренер хоккейного клуба МХЛ «Титан», со 131-й по 173-ю серии — второй тренер хоккейного клуба МХЛ «Медведи», со 173-й по 217-ю серии — главный тренер хоккейного клуба МХЛ «Медведи», с 217-й по 238-ю серии — второй тренер хоккейного клуба ВХЛ «Медведи», с 238-й серии — главный тренер, затем, с 241-й по 260-ю серии — второй тренер хоккейного клуба ВХЛ «Металлист» |
| Дмитрий Фрид                  | Доменик Дюшарм (4 сезон) главный тренер молодёжной сборной Канады |
| Сергей Стёпин                 | Пётр Андреевич Липкин (5 сезон) с 173-й по 191-ю серии - врач хоккейного клуба «Электрон»/«Бурые медведи». В 191-й серии был уволен вместе с Поляковым из-за махинаций с лекарствами |
| Дмитрий Куличков              | Валерий Иванович Поляков (5 сезон) главный тренер хоккейного клуба ВХЛ «Электрон» (до 173-й серии), затем — с 173-й по 181-ю серии - второй тренер хоккейного клуба ВХЛ «Бурые медведи», со 181-й по 191-ю серии — главный тренер хоккейного клуба ВХЛ «Бурые медведи», со 194-й серии — главный тренер хоккейного клуба ВХЛ «Армата» |
| Максим Дромашко               | Степан Витальевич (5 сезон) временный тренер детской хоккейной команды «Медведи», заменял Егора Щукина |
| Сергей Воробьёв               | Виктор Сергеевич (6 сезон) главный тренер/бывший главный тренер хоккейного клуба ВХЛ «Металлист» (по 238-ю серию) |
| Сергей Шакуров                | Иван Андреевич Качалов (6 сезон) с 241-й по 260-ю серии — главный тренер хоккейного клуба ВХЛ «Металлист», под его руководством тренировался Сергей Петрович Макеев |

### Менеджеры
| Актёр                       | Роль |
| --------------------------- | --- |
| Фёдор Бондарчук             | Олег Иванович Калинин (1—6 сезоны) олигарх, с 1-й по 81-ю и со 113-й серии — владелец и генеральный спонсор хоккейной команды «Медведи». Всегда готов прийти на помощь команде |
| Владимир Зайцев             | Вадим Юрьевич Казанцев (1—6 сезоны) спортивный директор хоккейного клуба «Медведи» (до 40-й , с 121-й по 159-ю серии), с 44-й по 80-ю серии — представитель Региональной Федерации хоккея Московской области, с 88-й по 121-ю серии — начальник управления молодёжного хоккея Федерации хоккея России, со 159-й по 169-ю серии — куратор молодёжной сборной России по хоккею, со 169-й серии — начальник управления молодёжного хоккея Федерации хоккея России, со 172-й по 216-ю серию — заместитель Главы Федерации хоккея России, с 227-й серии — спортивный директор хоккейного клуба «Металлист». Муж Насти Гордеевой. Бывший любовник Надежды Орловой и Светланы Савчук. Сначала был из недоброжелателей Макеева, но потом практически подружился с ним. Хитрый и жуликоватый, но в то же время очень расчётливый и умный человек. С любовью относится к младшей сестре Людмиле и крайне презрителен к её мужу Анатолию Жилину. Несмотря на фиктивность брака с Настей, постепенно проникается к ней чувствами и в конце даже соглашается воспитывать её ребёнка от Платонова. |
| Павел Сметанкин             | Антон Антонович Кармазин (40 серия) олигарх, генеральный спонсор хоккейной команды «Химик» |
| Анатолий Кот                | Анатолий Леонидович Жилин (2—6 сезоны) спортивный директор хоккейного клуба «Медведи» (с 45-й по 78-ю и с 81-й по 113-ю серии), зять/бывший зять Вадима Юрьевича Казанцева (2—3 сезоны), муж/бывший муж Людмилы Жилиной (Казанцевой) (2—3 сезоны), любовник/бывший любовник Кристины Романовой, со 122-й по 173-ю серии — представитель Региональной Федерации хоккея Московской области, со 173-й по 219-ю серии — генеральный менеджер (спортивный директор) хоккейного клуба «Бурые медведи», с 219-й по 260-ю серии — заместитель главы Федерации хоккея России. Один из недоброжелателей Макеева. В хоккее особо не разбирается. Часто участвует в интригах Казанцева и получает от него нагоняи |
| Александр Чевычелов         | Виктор Петрович Сурков (Михаил Михайлович Кочетков) (2 сезон) фиктивный генеральный спонсор «Медведей», председатель совета директоров ЗАО «ЛЮКС-ИНТЕРТРЕЙДИНГ», настоящая должность — водитель мэрии |
| Владимир Стержаков          | Семён Валерьевич Красницкий (2—4 сезоны) менеджер хоккейного клуба «Ледяные короли», со 115-й по 158-ю серии — представитель Федерации спорта России и куратор молодёжной сборной России по хоккею |
| Анашкин, Григорий Сергеевич | Кирилл Андреевич Кобрин (3 сезон) с 81-й по 122-ю серии - представитель Региональной Федерации хоккея Московской области |
| Владимир Стеклов            | Илья Романович Пахомов (3 сезон) владелец и генеральный спонсор хоккейной команды «Медведи» (с 82-й по 113-ю серии). В 113-й серии арестован. Хитрый и коварный человек, продвигающий своих людей на важные посты |
| Сергей Рубеко               | Валерий Николаевич Сотников (3 сезон) спортивный директор хоккейного клуба «Титан». Предан команде, всегда помогает игрокам и тренерам (3 сезон) |
| Аристарх Ливанов            | Антон Сергеевич Локтев (3—4 сезоны) Глава/бывший глава Федерации хоккея России (до 171-й серии). |
| Татьяна Шумова              | Надежда Ивановна Орлова (3—6 сезоны) заместитель главы Федерации хоккея России (до 172-й серии), со 172-й по 215-ю серии — глава Федерации хоккея России, с 249-й по 260-ю серии также работала в Федерации хоккея. Жена/бывшая жена Георгия Орлова (до 226-й серии), тётя Насти Гордеевой, бывшая любовница Вадима Юрьевича Казанцева |
| Александр Бобров            | Михаил Борисович Захаров хоккейный агент (4 сезон) |
| Максим Дрозд                | Виталий Михайлович Жданов (5 сезон) родной брат Руслана Жданова, чиновник, помощник губернатора, спонсор/бывший спонсор хоккейного клуба «Бурые медведи», ныне - спонсор хоккейного клуба «Армата» |
| Иван Гришанов               | Артём Сергеевич (5 сезон) новый спортивный директор хоккейного клуба «Армата» |
| Дмитрий Лямочкин            | Роман Кириллович (5—6 сезоны) директор ледового дворца |
| Алексей Лонгин              | Дмитрий Алексеевич Шевцов (5—6 сезоны) сотрудник юридического департамента Федерации хоккея России (до 217-й серии), с 217-й серии — глава Федерации хоккея России |
| Екатерина Климова           | Виктория Михайловна Каштанова (6 сезон) с 218-й серии - спортивный директор хоккейного клуба «Медведи», встречается с Александром Точилиным. Едва не стала причиной развода Макеевых, но сумела исправить ситуацию |
| Дмитрий Прокофьев           | Павел Григорьевич (6 сезон) чиновник, приятель Вадима Юрьевича Казанцева |

### Девушки и жёны
| Актёр                                 | Роль |
| ------------------------------------- | --- |
| Анна Михайловская                     | Яна Фёдоровна Самойлова (1—6 сезоны) студентка, с 83-й по 155-ю, и со 194-й серии — жена Андрея Кисляка. С 132-й по 174-ю серию любовница Кирилла Масленикова. Со 155-й по 194-ю серии была в разводе с Андреем |
| Мария Иващенко                        | Алина Петровна Пономарёва (урождённая Морозова) (1—5 сезоны) бывшая фигуристка, студентка, в 183-й серии устраивается консультантом в банк, с 69-й серии — жена Михаила Пономарёва |
| Варвара Бородина                      | Кристина (1 сезон) бывшая девушка Андрея Кисляка. Угрожала ему под ником Василий Болтуцкий |
| Ольга Стрелецкая                      | Екатерина (1 сезон) аспирантка, любовница/бывшая любовница Станислава Кострова |
| Юлия Маргулис                         | Марина Алексеевна Касаткина (1—5 сезоны) c 1-й по 134-ю, а также со 144-й по 173-ю серии — капитан команды черлидеров хоккейного клуба «Медведи», со 173-й по 184-ю серии — капитан команды черлидеров хоккейного клуба «Бурые медведи». В 184-й серии становится участницей танцевального ТВ-шоу «Мастер Dance» и в 200-й — его победительницей. Девушка Егора Щукина, в первом сезоне была любовницей Андрея Кисляка. В 200-й серии согласилась стать женой Егора Щукина |
| Виктория Егошина                      | Елена Плотникова (1 сезон) участница команды чирлидеров хоккейного клуба «Медведи», подруга Марины Касаткиной |
| Екатерина Смирнова                    | Виктория (1 сезон) подруга Дмитрия Щукина (до 21-й серии) |
| Мария Пирогова                        | Ольга Владимировна Антипова (урождённая Белова) (1—4, 6 сезоны) бывшая журналистка «Городского вестника», с 14-й серии - пресс-секретарь хоккейного клуба «Медведи», со 172-й серии — жена Антона Антипова, мать Антонины |
| Наталья Терешкова                     | Маргарита Арсеньевна Бакина (Рита)(урождённая Новикова) (1—6 сезоны) бывшая хоккеистка, бывший вратарь женской хоккейной команды, со 124-й серии — жена Семёна Бакина, мать Коли |
| Наталья Иглина                        | Даша (Дарья Фролова) (2—4 сезоны) участница команды чирлидеров хоккейного клуба «Медведи», подруга Марины Касаткиной и Насти Гордеевой |
| Виктория Рунцова                      | Вика (Виктория) (2 сезон) фанатка хоккейного клуба «Медведи», влюблена в Андрея Кисляка |
| Софья Виленчик                        | Валерия (2—3 сезоны) девушка/бывшая девушка Александра Кострова, саксофонистка. Уехала вместе с Александром в Швецию, где изменила ему с другим |
| Дарья Авратинская                     | Екатерина Сафронова (2 сезон) во 2-м сезоне - представитель оргкомитета Кубка Вызова, «шпион» Красницкого |
| Софья Озерова                         | Анна Бартович (3 сезон) дочь Томаша Бартовича, теннисистка. Девушка Дениса Васильева |
| Екатерина Леонова                     | Екатерина Борисовна Бояринцева девушка, которую спас Вадим Назаров, девушка Вадима Назарова (3 сезон) |
| Софья Шуткина                         | Анастасия Гордеева (Казанцева) (4—6 сезоны) с 123-й по 144-ю серии - участница команды чирлидеров хоккейного клуба «Медведи», со 134-й по 144-ю серии — капитан команды чирлидеров хоккейного клуба «Медведи», со 186-й по 216-ю серии — капитан команды чирлидеров хоккейного клуба «Бурые медведи», племянница Георгия Орлова. Бывшая девушка Алексея Платонова, Димы Щукина и Руслана Жданова. С 225-й серии — жена Вадима Юрьевича Казанцева, ждёт ребёнка от Алексея Платонова. Довольно цинична и расчётлива, но оказывается совершенно обескуражена предательством Платонова, которого искренне любила |
| Мария Ахметзянова                     | Кира Сергеевна Кострова (урождённая Панова) (4—6 сезоны) художник, с 233-й серии — жена Александра Кострова, ждут с Сашей ребёнка |
| Анна Васильева                        | Полина Андреевна Григорьева (4—5 сезоны) девушка, за которую заступился Андрей Кисляк. Девушка/бывшая девушка Андрея Кисляка |
| Александра Власова                    | Ирина Шелехова (Ира) (4 сезон) студентка, была влюблена в Станислава Кострова, бывшая девушка Александра Кострова |
| Анастасия Стежко                      | Елена Владимировна Смольская (4 сезон) журналистка, спортивный критик, девушка Александра Точилина (в 6 сезоне выяснилось, что они расстались) |
| Наталья Рудова                        | Наталья (Натали) Жданова (5 сезон) модель, жена/бывшая жена Руслана Жданова, любовница/бывшая любовница Виталия Жданова |
| Яна Чигир                             | Анжела (5 сезон) официантка кафе «Весна» |
| Яна Кошкина                           | Светлана Савчук (5—6 сезоны) жена Ивана Савчука. Любовница/бывшая любовница Вадима Казанцева. |
| Анастасия Уколова, в титрах –Зенкович | Мария Борисовна Никитина (5 сезон) дочь Бориса Никитина, со 195-й серии — участница команды чирлидеров хоккейного клуба «Бурые медведи», влюблена в Михаила Пономарёва, однако тот остался верен жене |
| Иева Андреевайте                      | Ульяна Александровна «Метла» Метлицкая (5 сезон) байкерша, владелица цветочных салонов, девушка Руслана Жданова |
| Дарья Рудёнок                         | Елена Мельникова (6 сезон) девушка Владислава Куницына |
| Яна Енжаева                           | Дина Емельянова (6 сезон) сестра Кирилла Емельянова, девушка Кузьмы Шмелёва, с 243-й серии - администратор в маникюрном салоне Горовых |
| Ангелина Стречина                     | Алиса Всеволодовна Горовая (6 сезон) старшая дочь Всеволода и Галины Горовых, девушка Кирилла Емельянова |
| Анна Глаубэ                           | Даша (Дарья) (6 сезон) фанатка «Металлиста», встречалась с Владиславом Куницыным |
| Анастасия Тимушкова                   | Ксюша (Ксения) (6 сезон) подруга Даши |

### Другие
| Актёр                            | Роль |
| -------------------------------- | --- |
| Егор Сергеевич Вадов             | Эдик (Эдуард Зайцев) (1—2 сезоны) до 47-й серии - партнёр/бывший партнер Алины Морозовой по фигурному катанию, в 47-й серии уезжает в Москву учиться в Училище Олимпийского резерва               |
| Валерий Громовиков               | учитель химии у Бакина (1 сезон) |
| Виктория Таранец                 | Галина (1-2 сезон) провизор, подруга и коллега Юлии Макеевой |
| Марина Ильина                    | Надежда Ивановна (1-2 сезоны) учительница Дмитрия Щукина |
| Екатерина Викторовна Молоховская | Ксения Самохина (1 сезон) Девушка/бывшая девушка Сергея Петровича Макеева |
| Юрий Ваксман                     | Николай Григорьевич Гроссман (2—4, 6 сезоны) помощник Олега Калинина, со 115-й по 121-ю, со 159-й по 217-ю серии и с 241-й по 242-ю серии — и. о спортивного директора хоккейного клуба «Медведи» |
| Никита Мучкаев                   | «Борщ» (2 сезон) друг Андрея Кисляка |
| Светлана Токарская               | Светлана Анатольевна Кривицкая (2 сезон) дочь Анатолия Борисовича Кривицкого, влюблена в Андрея Кисляка                                                                                           |
| Алексей Огурцов                  | Игорь Петрович Дубовский (2, 4 сезоны) ранее - старший следователь Московской прокуратуры, со 132-й серии — помощник Игоря Артуровича Зуева                                                       |
| Ульяна Лаптева                   | Антонина Викторовна Романенко (2 сезон) жена/бывшая жена Юрия Михайловича Романенко (до 71-й серии) , в 71-й серии ушла от него                                                                   |
| Кристина Рубан                   | Ольга Романовна Пискунова (72-74 серия) мошенница, выдающая себя за маму Паши Макеева, арестована в 74-й серии                                                                                    |
| Дмитрий Титов                    | Андрей Эдуардович (2 сезон) / Олег Константинович Титов (3—4 сезоны) мэр города Подольска (до 172-й серии)                                                                                        |
| Владимир Лаптев                  | Анатолий Борисович Кривицкий (2, 4—5 сезоны) профессор вуза, преподаватель истории права, отец Светланы, со 153-й по 225-ю серии — декан, с 225-й серии — проректор                               |
| Елена Александровна Борисова     | Анна Сергеевна (2 сезон) медсестра, вторая жена/бывшая жена Василия Пономарёва (по 79-ю серию). В 79-й серии развелись                                                                            |
| Елена Георгиевна Оболенская      | Татьяна Владимировна Кожевникова (2—6 сезоны) воспитатель в детском доме, со 133-й серии — жена Василия Геннадьевича, приёмная мать Никиты                                                        |
| Глеб Алексеевич Собянин          | Паша Макеев (Сергеев) (2—4 сезоны) воспитанник детского дома, с 80-й серии - приёмный сын Сергея и Юлии Макеевых                                                                                  |
| Николай Евгеньевич Хмелёв        | Олег (2 сезон) букмекер, приятель Юрия Михайловича Романенко |
| Евгений Александрович Москалёв   | водитель автобуса команды "Медведи" (69—70 серии) |
| Юрий Тузов                       | Богдан Иванович Зотов (3 сезон) аудитор Пахомова |
| Эдгар Кизатуллин                 | Павел (3-4 сезоны) сосед семьи Антиповых |
| Роман Чора                       | Никита (3 сезон) бывший муж Татьяны, скульптор, ушёл от неё в Кипр с богатой любовницей |
| Сергей Калашников                | Сергей Викторович (3 сезон) лейтенант, ведущий дело Максима Краснова |
| Геннадий Юхтин                   | Тимофей Иванович (3 сезон) ветеран Великой Отечественной войны, которому Бакин-старший сделал ремонт за свой счёт                                                                                 |
| Александр Никулин                | Павел Борисович Метельский (3 сезон) проверяющий из МВД, друг Пахомова. В 98-й серии подставил Фёдора Михайловича Самойлова                                                                       |
| Илья Алексеев                    | Олег Петрович Шагалин (3 сезон) тренер/бывший Алины Пономарёвой по фигурному катанию (по 116-ю серию)                                                                                             |
| Альбина Кубрикова                | Дина (3 сезон) невеста Олега Шалагина, от которой он отказался. |
| Валерия Шкирандо                 | Кристина Викторовна Романова (3 сезон) генеральный продюсер телеканала СТК, любовница/бывшая любовница Анатолия Жилина и Вадима Казанцева                                                         |
| Григорий Зельцер                 | Станислав Сергеевич Глазунов (3 сезон) хирург, лечащий врач Егора Щукина, влюблён в Елену Щукину                                                                                                  |
| Пётр Баранчеев                   | Максим Олегович Краснов (3 сезон) бывший муж Елизаветы Красновой |
| Нина Лощинина                    | Людмила Юрьевна Жилина (урождённая Казанцева) (3 сезон) жена/бывшая жена Анатолия Жилина, младшая сестра Вадима Казанцева                                                                         |
| Элина Делин                      | Тамара Николаевна (3 сезон) директор строительной фирмы, к которой Николай Бакин обратился за ремонтом квартиры Тимофея Ивановича                                                                 |
| Артур Федынко                    | Влад Кривец (3 сезон) администратор фитнес-зала |
| Людмила Гнилова                  | Клеопатра Евгеньевна Гроссман (4 сезон) мать Николая Гроссмана |
| Сергей Беляев                    | Олег Альбертович Волынский (4 сезон) чиновник Министерства строительства и жилищно-коммунального хозяйства России                                                                                 |
| Юрий Николаенко                  | Станислав Игоревич Зуев (4 сезон) парень, стрелявший в Андрея Кисляка, погиб в автомобильной катастрофе в Англии                                                                                  |
| Рашид Тугушев                    | Леонид Владимирович (4 сезон) врач Андрея Кисляка |
| Владимир Литвинов                | Игорь Артурович Зуев (4—5 сезоны) отец Станислава Зуева, олигарх |
| Александр Ильин                  | Илья Викторович Рябов (4—5 сезоны) начальник охраны Игоря Зуева |
| Андрей Лебедев                   | Георгий Сергеевич Орлов (4 сезон) инспектор из Министерства транспорта, муж Надежды Орловой, дядя Насти Гордеевой                                                                                 |
| Клим Волохов                     | Никита Фролов (Привалов) (4—5 сезоны) воспитанник детского дома, приёмный сын Василия и Татьяны Фроловых                                                                                          |
| Тимофей Каратаев                 | Кирилл Масленников (4 сезон) бывший одноклассник и любовник/бывший любовник Яны Самойловой |
| Ольга Зейгер                     | Мария Евгеньевна Сергеева (4 сезон) старший инспектор областного управления по налоговым сборам                                                                                                   |
| Степан Рожнов                    | Валентин Болотов (4 сезон) президент общественного фонда молодых художников |
| Александр Воробьёв               | Сергей Гнатюк (4 сезон) бывший охранник Зуева, давал показания в суде по делу Стаса Зуева против него                                                                                             |
| Екатерина Мельник                | Регина Викторовна Князева (5 сезон) супруга крупного бизнесмена, увлекающаяся живописью, владелец сети салонов красоты                                                                            |
| Дмитрий Готсдинер                | Дмитрий Сергеевич Рубцов (5 сезон) первая любовь Ольги Костровой, бывший коллега и друг Станислава Кострова                                                                                       |
| Олег Осипов                      | Константин (5 сезон) продюсер танцевального ТВ-шоу «Мастер Dance» |
| Евгений Горенятенко              | Василий Чижов (5 сезон) партнёр Марины Касаткиной в танцевальном ТВ-шоу «Мастер Dance» |
| Сергей Подольный                 | Никита Андреевич Лапин (5 сезон) бывший одноклассник Алины Пономарёвой |
| Евгений Саранчев                 | Артём (5 сезон) организатор боёв без правил |
| Михаил Хмуров                    | Алексей Князев (5 сезон) бизнесмен, муж Регины |
| Светлана Степанковская           | Татьяна Мазаева (5 сезон) хореограф, тренер Марины Касаткиной и Василия Чижова |
| Олег Кассин                      | Кирилл Олегович Лыков (5 сезон) агент по боям без правил |
| Андрей Лукьянов                  | Григорий Захарович Ольшевский (5 сезон) хозяин кафе, где работает мама Бакина |
| Олег Заболотный                  | Максим Евгеньевич (5 сезон) врач Киры |
| Александр Обласов                | Дмитрий Романович (5 сезон) детектив, которого нанял Савчук, чтобы следить за Наташей Ждановой |
| Владимир Павленко                | врач Виктории Олеговны (5 сезон) |
| Владислава Евтушенко             | Вера Романова (5—6 сезоны) интерн, в 6-м сезоне — жена Томаса |
| Дмитрий Смирнов                  | Глеб (5 сезон) парень Веры Романовой |
| Анатолий Горячев                 | Губарев (5 сезон) майор УСБ, следователь |
| Григорий Адаменко                | Эдуард Васильевич (5 сезон) преподаватель немецкого языка в ВУЗе |
| Владимир Сидоров                 | Аркадий Кузьмич (4—6 сезоны) друг Николая Бакина |
| Владислав Ветров                 | Василий Степанович Горячкин (6 сезон) старший прапорщик (до 249-й серии), бывший сосед семьи Бакиных, с 251-й по 258-ю серии — бизнес-партнёр Николая Бакина                                      |
| Рэй Буртяк                       | Тимур (6 сезон) бывший парень Дины Емельяновой |
| Олег Мазуров                     | Алексей Геннадьевич Шульгин (6 сезон) заместитель декана, арестован в 236-й серии |
| Борис Шевченко                   | Евгений Иванович Погодин (6 сезон) бизнесмен, отец отчисленного студента Геннадия Погодина, арестован в 236-й серии                                                                               |
| Василий Седых                    | Анатолий Борисович Дёмин (6 сезон) бывший аспирант Алексея Шульгина |
| Владислав Котлярский             | Максим Олегович Порываев (6 сезон) старший лейтенант Следственного комитета, следователь, арестован в 236-й серии                                                                                 |
| Игорь Скрипко                    | Максим Воронков (6 сезон) парень, которого сбил Платонов |
| Ирина Цывина                     | Воронкова (6 сезон) мать Воронкова |
| Алексей Гришин                   | Виктор Петрович (6 сезон) бывший муж Виктории Каштановой, бизнесмен |
| Веста Буркот                     | Татьяна Веденина (6 сезон) журналистка, спецкор газеты «Вокруг спорта», работает на Казанцева |
| Пётр Романов                     | Томас (6 сезон) муж Веры Романовой, датчанин, врач общей практики |
| Ольга Науменко                   | Лидия Сергеевна Качалова (6 сезон) жена Ивана Андреевича Качалова |
| Александр Стефанцов              | Владимир Евгеньевич Покровский (6 сезон) подзащитный Андрея Кисляка |
| Александр Песков                 | Михаил Олегович Концевой (6 сезон) представитель областного комитета по спорту и туризму. Мошенник, работает в паре с Виктором Петровичем                                                         |
| Ирина Чипиженко                  | Раиса Марковна Волкова (6 сезон) соседка Владимира Покровского |
| Евгения Ахременко                | Александра Борисовна Ситникова (6 сезон) владелица крупной сети маникюрных салонов и nail-баров, конкурентка Горовых                                                                              |
| Андрей Галактионович Брагуца     | Илья Сергеевич Сомов (6 сезон) представитель антидопингового комитета |
| Владимир Ташлыков                | Константин Олегович (6 сезон) командир воинской части |
| Елена Митюкова (Степанян)        | Марина Сочникова (6 сезон) бывшая жена Сергея Сочникова |

### Приглашённые знаменитости
| Актёр            | Роль               |
| ---------------- | ------------------ |
| Вячеслав Фетисов | камео (1-4 сезоны) |
| Алексей Морозов  | камео (1 сезон)    |
| Катя Клэп        | камео (4 сезон)    |
| Виктор Гусев     | камео (4, 6 сезон) |
| Илья Ковальчук   | камео (6 сезон)    |
| Никита Гусев     | камео (6 сезон)    |

## Список сезонов
| Сезон | Сезон | Серии | Период трансляции                  |
| ----- | ----- | ----- | ---------------------------------- |
|       | 1     | 40    | 7 октября — 12 декабря 2013        |
|       | 2     | 40    | 17 ноября 2014 — 26 февраля 2015   |
|       | 3     | 40    | 26 октября 2015 — 26 февраля 2016  |
|       | 4     | 52    | 17 октября 2016 — 27 апреля 2017   |
|       | 5     | 44    | 4 сентября 2017 — 15 февраля 2018  |
|       | 6     | 44    | 17 сентября 2018 — 14 февраля 2019 |

### Сезон 1
| № серии | Премьера        | Описание серии |
| ------- | --------------- | --- |
| 1       | 7 октября 2013  | Для хоккейной команды «Медведи» из небольшого провинциального города наступила черная полоса: очередная игра закончилась поражением, тренер Степан Аркадьевич Жарский, напрочь разочаровавшийся в своих подопечных, бросает команду прямо посреди сезона, кажется, что сами парни больше не верят в собственные силы. Но на одной из тренировок их ждет большой сюрприз — новый тренер Сергей Петрович Макеев. Он молод и амбициозен, к тому же имеет игровой опыт в КХЛ. Однако и задача перед ним стоит непростая — вывести команду лузеров на первое место. |
| 2       | 8 октября 2013  | Кисляк сообщает команде о своих подозрениях насчёт нового тренера. Между Казанцевым, Романенко и Макеевым происходит новый конфликт. Марина всячески пытается помешать Кострову поговорить с Егором. Макеев обещает ребятам сюрприз на следующей тренировке, однако радостное ожидание сменяется шоком — далеко не всем сюрприз приходится по вкусу. Костров пытается устроиться на ночлег на вокзале, но вместо этого попадает в полицию. Единственным, кто приходит ему на помощь, оказывается Макеев. |
| 3       | 9 октября 2013  | Казанцев недоволен изменениями, которые Макеев проводит в команде, он предупреждает тренера о проблемах с родителями. Кисляк под давлением родителей мирится с Яной. Отец одного из хоккеистов угрожает Макееву неприятностями. Пономарев продолжает ходить на тренировки, несмотря на распоряжение Макеева. Яна застает Кисляка врасплох, Костров отказывается подыграть товарищу. Кисляк и Яна снова ссорятся. На первую игру под руководством Макеева приезжает главный спонсор команды — Олег Иванович Калинин. |
| 4       | 10 октября 2013 | Чуда не произошло — «Медведи» снова проигрывают. Конфликт Кострова и Кисляка продолжается на льду. Калинин собирает тренерский состав на совещание, Казанцев и Романенко предвкушают «разнос» Макеева… Эдик просит Пономарева не приходить на их с Алиной тренировки. Макеев просит дополнительное время для тренировок, Казанцев выдвигает условия, которые Макеев выполнить не в состоянии. Яна больше не верит Кисляку, и Кисляк предлагает Марине перевести их отношения на новый уровень. Желая усилить состав команды, Макеев хочет вернуть некогда очень перспективного игрока, но оказывается, что второй тренер категорически против возвращения парня в команду. |
| 5       | 14 октября 2013 | Макеев хочет вернуть Антипова в команду, но ни сам Антон, ни его мать не хотят даже слышать об этом. Кисляк снова попадает впросак, но на этот раз отец переходит от слов к делу. Пономарев остается без работы. Егор начинает подозревать, что Марина его обманывает. Конфликт между Костровым и Кисляком разгорается с новой силой. Макееву, наконец, удается узнать о причине ухода Антипова из команды и о том, какое отношение к этому имеет Романенко. Неожиданно для Антона Макеев принимает его сторону. |
| 6       | 15 октября 2013 | Возвращение Антипова становится неприятным сюрпризом для Романенко, он решает любой ценой снова выгнать Антона из команды. В семье Пономаревых новые сложности, Миша уверен, что во всем виноват его отец. Находка Бакина провоцирует конфликт между Егором и Кисляком. Антипов становится случайным свидетелем разговора Макеева с Юлей. Он просит мать ограничить свое общение с тренером. Неожиданная встреча Пономарева и мамы Алины грозит Михаилу неприятностями. |
| 7       | 16 октября 2013 | Мать Алины рассказывает дочери о том, что Миша ее обманывает. Марина ссорится с Егором из-за его подозрений. Казанцев получает заманчивое предложение, но рискует упустить его из-за упрямства Макеева. Романенко снова цепляет Антипова, а Макеев намекает Романенко, что ему известно о причинах конфликта. «Медведи» готовятся к очередной игре. В общей суматохе Макеев не сразу обнаруживает отсутствие Пономарева. А сам Пономарёв тем временем совершает подвиг. |
| 8       | 17 октября 2013 | Во время игры Антипов ввязывается в драку. Команда снова терпит поражение. Кисляк снова видит Яну и Кострова. Юля упрекает Макеева за то, что он не выполнил своего обещания. Неожиданный визит Калинина застает Казанцева врасплох. Мама Алины просит Пономарева оставить ее дочь в покое. Макеев находит способ улучшить атмосферу в команде, но попытка сплотить ребят приносит совершенно непредсказуемый результат. |
| 9       | 21 октября 2013 | «Медведи» доказывают Макееву, что его старания не прошли даром. Марина и Егор решают устроить личную жизнь Димы и знакомят его с девушкой, а вот желание помочь Кисляку для Кострова оборачивается настоящей проблемой. Между тем, Юля попадает в неприятную ситуацию, но внезапно у неё появляется спаситель. |
| 10      | 22 октября 2013 | Кисляк становится жертвой собственных интриг. Тем временем, у Макеева обостряется старая травма и ему приходится взять больничный. Этим решает воспользоваться Романенко и придумывает хитроумный план. «Медведи» навещают Макеева, но в разгар посиделок в квартире тренера появляется неожиданный гость. |
| 11      | 23 октября 2013 | Пономарев устраивается на новую работу, но первый же рабочий день приносит ему неприятный сюрприз. Антипов сообщает матери, что больше не будет вмешиваться в её личную жизнь, и при этом продолжает конфликтовать с Романенко. Желание «Медведей» стать лучшими заставляет их прибегнуть к хитрости. Команда наконец одерживает победу, чему рады все без исключения. |
| 12      | 24 октября 2013 | Празднование юбилея отца Кисляка заканчивается неожиданностью, Яна сообщает всем, что сделала свой выбор. Неожиданностью заканчивается и попытка Димы сделать выбор между учебой и хоккеем. «Медведи» готовятся к выездной серии игр, но отъезд задерживается из-за внезапного исчезновения одного из хоккеистов. |
| 13      | 28 октября 2013 | «Медведи» приезжают в другой город, чтобы встретиться с соперниками на их территории. Вскоре у ребят появляется возможность показать, что они настоящая команда не только на льду. Не без помощи Казанцева и Романенко над Макеевым сгущаются тучи. Но для него есть и приятные новости — Макеева в гости приглашает Антипов. А недоброжелатели тренера опять остаются с носом. |
| 14      | 29 октября 2013 | Андрей Кисляк будет стараться выпутаться из безвыходной ситуации. Марина приготовит для него очередной неприятный сюрприз. Справится ли юный спортсмен с невзгодами? Юля приглашает Сергея на важный разговор, чтобы обсудить отношения. В команде происходят неприятные вещи. О подлом поступке Антона Антипова узнает каждый «Медведь» (но на самом деле Антипов ни при чём). Из-за Алины Михаил сталкивается с очередными проблемами. |
| 15      | 30 октября 2013 | Макеев будет пытаться решить проблемы команды нестандартными для него методами, обращаясь в СМИ. Чтобы устранить очередную неприятную ситуацию, он решается на крайние меры. Возлюбленная главного тренера сталкивается с его тайнами из прошлого. На какие мысли они ее «натолкнут»? Второй тренер «Медведей» понимает, что он рано радовался, ситуация может повернуться в любую сторону. Марина сталкивается с очередными сложностями и не знаете, как поступить. Семья Михаила Пономарёва переживает перемены. |
| 16      | 31 октября 2013 | Макеев решается обратиться к сыну Юлии за помощью. Егор ссорится со своим младшим братом Димой. Отец Михаила Пономарёва обещал своему сыну, что будет бороться со своей пагубной привычкой, но может не удержаться и нарушить свое слово. «Схемы» второго тренера набирают непредвиденный оборот. Все оборачивается как нужно для Антона. Юлия отправляется на хоккейный матч, еще не представляя, какой сюрприз ее ожидает. |
| 17      | 4 ноября 2013   | Юлия принимает для себя важное решение и говорит Антону, что не изменит его. Егор совершает необдуманный поступок, который может серьезно повлиять на судьбу всей команды. Тем временем Кисляк может продемонстрировать свои способности. Саша Костров сталкивается с неприятной правдой и думает, как поступить. Главный тренер команды «Медведи» получает неожиданный ответ на вопрос. |
| 18      | 5 ноября 2013   | Команда продолжит подготовку к матчам. Кисляк попросит Макеева изменить решение в его пользу. Егор уже не может повлиять на ситуацию, возникшую из-за него. Главный тренер получает великолепный подарок, которого не ждал. Василий Геннадьевич советует Сергею полностью изменить свою жизнь, прекратить думать о прошлом. Костров принимает серьезное решение. Пономарёв решается на свидание с Алиной, но и оно становится настоящим испытанием для него. |
| 19      | 6 ноября 2013   | Как поведет себя Макеев, как отреагирует на представленный подарок, прислушается ли к советам главного врача команды? Костров докажет, что может отстаивать интересы семьи. Романенко может столкнуться с серьезными неприятностями из-за необдуманного поступка, об этом ему скажет Казанцев. Дима находится в безвыходной ситуации и не может сделать выбор между хоккеем и учебой, что оборачивается для него не очень хорошо. |
| 20      | 7 ноября 2013   | Антипов разговаривает с матерью, и Оля его выручит снова. Кисляк — самоуверен, дерзок, что обязательно отразится на его жизни. Он совершает поступок, последствия которого оказывают влияние на жизнь членов команды. Сергей Макеев узнает сразу несколько неожиданных известий. Пономарёв имеет возможность изменить моменты жизни, даже сможет стать хозяином положения. Воспользуется он шансом или нет, ты узнаешь из этой серии. |
| 21      | 11 ноября 2013  | У вратаря команды «Медведи» Семена Бакина произошла безвыходная ситуация. Как ни странно, парня сильно выручил Казанцев. Но, как оказалось, уважаемый человек не готов помогать людям искренне. Дима осознал, что зря принес такую жертву, она совершенно напрасна, и он сделал неправильный выбор. Пономарёв узнал правду, которую тщательно хранил от него отец. А Юля, чтобы не тревожить прошлую жизнь, решает поступить нечестно. |
| 22      | 12 ноября 2013  | Андрей Кисляк наконец-то понял, что в жизни все познается именно в сравнении, а он свернул не туда. К сожалению, исправить уже ничего нельзя. Защитник Пономарёв осознает, насколько дорого может стоить жизнь близкого и родного человека и что такое сложная ситуация. Костров сталкивается с прошлым, которое несет угрозу для дальнейшего счастливого будущего. Диме предоставляется второй шанс вернуться на площадку. А Бакин приходит к родителям со сногсшибательным заявлением. |
| 23      | 13 ноября 2013  | Семену Бакину дали крайне неожиданный совет касательно того, как он может справиться со сложностями. Макеев стал центральной персоной, к которой приковано все внимание, к сожалению, это доставляет неудобства его окружающим. Костров пытается оправдать ожидания других людей, но в процессе понимает, насколько это сложно. Пономарёв получил финансовую помощь, которая поможет ему спасти родную бабушку, а вот товарищ Казанцев решает присвоить именно себе заслуги посторонних людей. |
| 24      | 14 ноября 2013  | У Андрея Кисляка появился отличный шанс доказать остальным игрокам и себе в первую очередь, на что он готов пойти ради благополучия команды. Семен Бакин совершил поступок, который кардинально поменял отношение его отца к нему. Костров очень сильно заблуждается, вследствие чего страдает. Дима наконец-то сможет отыграться за обиду. Защитник команды «Медведи» Пономарёв принял для себя важное решение — он выбрал, что важнее: родная семья или личная жизнь. |
| 25      | 18 ноября 2013  | Защитник команды «Медведи» Миша Пономарёв не справляется с ворохом проблем, свалившихся на него. Он отказывается от обещания, которое дал ранее. Макеев, неосознанно, раскрыл тайну Егора Щукина. Врач «Медведей» хочет помочь тренеру Сергею Макееву наладить личную жизнь, но своим поступком обрекает товарища на еще большие трудности. |
| 26      | 19 ноября 2013  | Журналист команды «Медведи» — Оля хочет исправить свои отношения с капитаном группы поддержки — Мариной. Антипов все больше влюбляется и хочет доказать девушке на сколько сильны его намерения, чтобы Ольга обратила на него внимание. Отец Кострова вновь вмешивается в личную жизнь сына и пытается убедить подростка, что встречаться с Яной это утопия. |
| 27      | 20 ноября 2013  | День Юли Антиповой начался ужасно и был наполнен переживаниями. Она узнала одну новость и решила вмешаться в личную жизнь сына. Михаил Пономарёв обзавелся союзником с неожиданной стороны. Действия журналистки Ольги, приносят ей море сложностей. Антон, как настоящий мужчина решает вмешаться и помочь возлюбленной справиться с ними. |
| 28      | 21 ноября 2013  | У Михаила Пономарева, очень напряженные взаимоотношения с отцом. Отец попадает в каверзную ситуацию и может напрочь лишиться доверия или хорошего расположения сына. Тренер Сергей Макеев набрался смелости, для того чтобы разобраться во взаимности чувств с Юлией Антиповой. Вратарь Дима перед началом решающего матча принимает странное необдуманное решение, которое не поддерживается командой. |
| 29      | 25 ноября 2013  | Кисляк получает очень странные электронные письма с угрозами. Мама Алины всеми способами пытается доказать тот факт, что она права. Макеев хочет восстановить пошатнувшуюся справедливость. Костров становится излишне эмоциональным и совершает непоправимую ошибку. Юля Антипова понимает, что ее сын не будет прислушиваться к ее мнению. |
| 30      | 26 ноября 2013  | Сын прокурора и игрок хоккейной команды «Медведи» достаточно умен. Он быстро понимает, кто шантажист и зачем ему угрожают. Сергей Макеев решает начать важный разговор, способный изменить его жизнь. Вратарь Семен Бакин понимает, что чтобы не попадать в неловкие ситуации, нужно больше знать. На Антона Антипова навалилось множество проблем. |
| 31      | 27 ноября 2013  | Заманчивое предложение получил Андрей Кисляк. У Кострова пропадает возможность заработать деньги. Макеев так и не получает желаемый ответ, на заданный вопрос. Из-за звездного гостя, обычная тренировка становится удивительным происшествием. Просмотр матча по хоккею для Семена оборачивается трудностями в личной жизни. |
| 32      | 28 ноября 2013  | Костров хочет заработать для достижения поставленных целей, но желания оборачиваются большими неприятностями. Мать Александра обо всем узнает. Дружба Казанцева и Романенко находится под вопросом. Бакин оказался в ситуации, когда старается сделать лучше, но не получается. Юлия решается на важные поступки. |
| 33      | 2 декабря 2013  | Отношения Макеева и Антиповой накаляются. Костров в отчаянии, узнает, что в жизни можно все купить, только цена отличается. Команда «Медведи» доказывает, что они сплоченный коллектив и в жизни постоят друг за друга. Бакин получает всеобщее признание. Кисляк одержим мыслью о справедливости. |
| 34      | 3 декабря 2013  | Для того, чтобы избавиться от старых проблем, Антипова создает ряд новых сложностей. Бывший возлюбленный Юлии решает добиваться своей цели. Макеев просто оказался не в том месте и не в то время. Казанцев настроен негативно по отношению к дружбе со вторым тренером. Мать Мишиной возлюбленной переосмысливает свою жизнь. |
| 35      | 4 декабря 2013  | Кисляк для восстановления справедливости «принес жертву». Оля заподозрила, что у отца происходит в жизни нечто непонятное. Антипова понимает, что поступила неправильно. Макеев расстроен, он сделал для себя неожиданное открытие. Пономарёв в очередной раз — жертва интриги. |
| 36      | 5 декабря 2013  | Пономарёв — хороший, отзывчивый парень, который верит в добро. Но ему пришлось узнать, что добро бывает разным. Макеев уверен, что одна проблема повлечет за собой ряд неприятностей. В то время, Антипов «окрылен» любовью. Бакин старший желает произвести положительное впечатление. Казанцев и Романенко снова дружат и празднуют успех очередной «авантюры». |
| 37      | 9 декабря 2013  | Казанцев раздумывает над очередным коварным планом. Антипов рассказывает матери об Оле, что дает Юлии новую надежду. Пономарёв получает шанс исполнить все свои мечтания. Дмитрий после долгих «скитаний» между спортом и учебой получает неожиданное предложение. Марина с Леней придумали хитрый план, благодаря которому планируют заманить Дмитрия Щукина в свои сети. |
| 38      | 10 декабря 2013 | Марина оказывается чересчур доверчивой девушкой. Егору Щукину, капитану команды «Медведи», приходится принимать серьезное для себя решение. Второй тренер команды в очередной раз узнает о том, насколько «искренняя» дружба Казанцева. Пономарёв вмешивается в жизнь родных. Помогая собственной матери, Антон совершает непредвиденный поступок. |
| 39      | 11 декабря 2013 | Василий Геннадиевич погрузился в прошлое. Прошлое доводит Васгена до неприятностей. Сергей Макеев получает рекомендации совершенно от неожиданного человека. Костров возвращается. Казанцев имеет возможность полностью изменить собственное положение в команде. Егор демонстрирует команде, что он действительно капитан и достоин этого звания. |
| 40      | 12 декабря 2013 | Второй тренер всегда хотел стать первым, проворачивал для этого множество афер, но сейчас у него есть возможность публично продемонстрировать свои способности. Чтобы «привести в чувства» Макеева, Васген применяет «запрещенный» прием. Финальный матч для команды — настоящее испытание. Казанцев демонстрирует себя «во всей красе», а владелец клуба показывает себя с совсем другой стороны. |

### Сезон 2
| № серии | Премьера        | Описание серии |
| ------- | --------------- | --- |
| 1 (41)  | 17 ноября 2014  | Команда «Медведи» должна сыграть внеплановую серию игр, чтобы иметь право играть в «молодежке». У многих игроков начинаются экзамены, а у тренера — свадьба. Дима Щукин узнаёт неприятную новость: у него гипертрофическая кардиомиопатия, и со спортом придётся завязать. |
| 2 (42)  | 18 ноября 2014  | Егор узнает о тайне Димы. Алина получает неожиданное приглашение. Калинин навещает «Медведей», но там его ждет неприятный сюрприз. |
| 3 (43)  | 19 ноября 2014  | Дима Щукин уходит из команды из-за проблем со здоровьем. Родители Сени выясняют отношения. |
| 4 (44)  | 20 ноября 2014  | Команда «Медведи» добивается своей цели — выигрывает ответственный матч и попадает в молодежную группу. Но тут у спонсора команды начинаются проблемы с законом. Будущее команды под вопросом. |
| 5 (45)  | 24 ноября 2014  | У «Медведей» появляется новый спортивный директор — зять Казанцева Анатолий Леонидович Жилин. Кисляка отчисляют из университета. |
| 6 (46)  | 25 ноября 2014  | У «Медведей» пополнение, а новый спортивный директор не лучшим образом демонстрирует свои администраторские способности. |
| 7 (47)  | 26 ноября 2014  | Пономарев переживает из-за Алины, и это сказывается на игровом процессе. Марина пытается воззвать к былым чувствам Егора. Макеев ограждает нового тренера по фигурному катанию от излишнего внимания со стороны Романенко. Кисляк может отправиться в армию. |
| 8 (48)  | 27 ноября 2014  | Бакин пытается достать для отца пригласительный на матч. Макеев знакомится с новым спонсором. Руководство клуба «Медведи» дает первую пресс-конференцию. |
| 9 (49)  | 1 декабря 2014  | Яна сбивает пьяного мужчину, жена которого хочет завести судебное разбирательство. Спортивный директор диктует свои правила: увольняет Ольгу, передвигает расписание Макеева. Пономарев придумал, как попасть к Алине в палату. |
| 10 (50) | 2 декабря 2014  | Кисляк просит помощи у Казанцева. Игроки получают свою первую зарплату. Назаров провоцирует Кострова на драку. |
| 11 (51) | 3 декабря 2014  | Мама Алины запрещает Михаилу встречаться со своей дочерью. Жена Макеева признается ему, что не может иметь детей и ревнует его к женщине-тренеру по фигурному катанию. |
| 12 (52) | 4 декабря 2014  | Макеева забирают в полицию. Отец Пономарева снова начинает пить. В домашнем матче «Медведи» показывают очень сильную игру. |
| 13 (53) | 8 декабря 2014  | Сеня надумал жениться, но родители против. Юля ревнует Макеева к детскому тренеру. В команду «Медведей» приходит новый игрок — Алексей Смирнов. Ольга пытается решить проблему родителей. На суде Костров решает сказать правду. |
| 14 (54) | 9 декабря 2014  | Сеня выясняет отношения со своей невестой, затем мучительно переживает разрыв. Смирнов пытается завести роман с капитаном группы поддержки. Тренер по фигурному катанию признается Макееву в своей любви. |
| 15 (55) | 10 декабря 2014 | Второй тренер и спортивный директор понимают, что человек, которого им представили как спонсора, — простой автомеханик. Они хотят заработать на этой информации деньги. Они также гадают, что представляет из себя новый игрок «Медведей». Чтобы узнать о нем хоть что-нибудь, Жилин заставляет Марину шпионить за ним. Тренер по фигурному катанию Алена не оставляет попыток завоевать внимание Макеева. |
| 16 (56) | 11 декабря 2014 | Бакин не сможет сыграть в ближайшем матче. Смирнов выходит на лед против своей бывшей команды. |
| 17 (57) | 15 декабря 2014 | Костров симпатизирует девушке, которую поранило шайбой, а его бывшую девушку продолжает подвозить Кисляк. Бакина приглашают на чемпионат в Швецию. Егору Щукину предлагают сняться в рекламе. |
| 18 (58) | 16 декабря 2014 | Марина «запускает» в команду слух, что Смирнов зарабатывает больше. |
| 19 (59) | 17 декабря 2014 | Отец Кисляка ввязывается в очень рискованное дело. Макеев узнает, что Смирнов распространяет запрещенные вещества. |
| 20 (60) | 18 декабря 2014 | Антипов всерьез намерен отомстить обидчикам своей девушки. Кисляк пропускает игру, а Смирнов самовольно покидает команду из-за конфликта с главным тренером. От Макеева уходит жена. Макеев игнорирует «распоряжения» Казанцева. |
| 21 (61) | 26 января 2015  | Макеев не может добиться прощения у Юли. Кисляк тяжело переживает свое отчисление из команды, но отказывается называть причину, по которой не явился на матч. Казанцев нанимает людей, которые провоцируют Макеева на драку. |
| 22 (62) | 27 января 2015  | Романенко становится главным тренером «Медведей». Смирнов возвращается в команду, Антипов становится жертвой его коварного плана и попадает в полицию. |
| 23 (63) | 28 января 2015  | Калинин, прекративший скрываться от правосудия, хочет вернуть Макеева в команду. Марину выгоняют из группы поддержки. В команду возвращается Кисляк. Романенко предстоит первый матч в качестве главного тренера. Бакин оказывается на скамейке запасных. |
| 24 (64) | 29 января 2015  | Макеев не хочет возвращаться в команду даже по просьбе спонсора. Романенко обещает жене отпраздновать ее юбилей в ресторане, но попадает в ДТП и повреждает машину клуба. Сотрудник букмекерской конторы предлагает деньги Бакину за информацию о тактике команды. |
| 25 (65) | 2 февраля 2015  | Жилин, Романенко и Казанцев договорились продать некоторых игроков в другие клубы с целью заработать. Макеев против продажи игроков и просит их не соглашаться: переход повредит не только команде, но и профессиональному росту хоккеистов. Тогда заговорщики решают травмировать одного из ключевых игроков.                                                                                             |
| 26 (66) | 3 февраля 2015  | У Макеева появляется временная работа. Мать Егора Щукина убеждает сына рассказать о принятом решении команде. Марина, пытаясь помириться с Егором, совершает необдуманный поступок. |
| 27 (67) | 4 февраля 2015  | Калинин становится свидетелем того, что Макеев работает грузчиком. Макеев вновь становится главным тренером «Медведей». Контракты по продаже хоккеистов в другие клубы под угрозой: никто не хочет уходить из-за возвращения Макеева. Егор мирится с Мариной и принимает решение не уходить из клуба. Романенко должен обеспечить проигрыш команды в предстоящем матче.                                    |
| 28 (68) | 5 февраля 2015  | Макеев и Юля посещают мальчика, которого собираются усыновить. Романенко, для того чтобы гарантировать проигрыш родной команды, нанимает хулигана, который устраивает диверсию на матче. Калинин узнает, что Жилин не выделил пригласительные для детей-сирот. |
| 29 (69) | 9 февраля 2015  | Алина и Понoмарев расписываются. Мать Алины против этого брака, но ничего сделать не может. Романенко ставит все свои деньги на проигрыш «Медведей», для чего вновь устраивает диверсию. |
| 30 (70) | 10 февраля 2015 | Автобус, в котором команда ехала на матч, неожиданно «ломается» на середине пути. Но Макеев и ребята все же успевают на турнир. Казанцев предлагает Романенко уйти по собственному желанию. О проделках второго тренера узнают все. |
| 31 (71) | 11 февраля 2015 | «Медведи» готовятся к матчу с «Титаном». Матч пройдет при пустых трибунах. Семен даже отменяет поездку в Чехию и игру за сборную ради этого. Макеев подбирает себе помощника. Перед игрой главный тренер «Медведей» видит судью матча с тренером противников в кафе. |
| 32 (72) | 12 февраля 2015 | Судья откровенно засуживает «Медведей». Чтобы восстановить справедливость, Кисляк и Антипов идут на крайние меры. Костров проявляет себя героем. Жилин обвиняет Марину в краже и вымогает у нее деньги. |
| 33 (73) | 16 февраля 2015 | Мама Паши требует с Макеевых миллион рублей за усыновление, угрожая сама подать документы на опеку. Макеев просит деньги у Калинина. Миша Пономарев интересуется, куда его отец и его новая жена вложили деньги от квартиры. Девушка Бакина, Рита, сильно переживает из-за своей внешности. |
| 34 (74) | 17 февраля 2015 | Миша Пономарев узнает, что жена его отца не положила деньги в банк, а купила на них машину своему зятю. |
| 35 (75) | 18 февраля 2015 | «Медведи» играют первый матч Кубка Вызова с «Ледяными королями». Приглашенный тренер соперника — тот самый игрок, который травмировал Макеева в НХЛ. |
| 36 (76) | 19 февраля 2015 | Виктория Олеговна убеждает Пономарева поговорить с Алиной о ее спортивном будущем. На форуме сайта появляются оскорбительные записи о сыне Макеева. Кисляк делает Яне предложение. |
| 37 (77) | 24 февраля 2015 | Казанцев через третьих лиц узнает, что Жилин его обманул. «Медведи» готовятся к финальной игре Кубка. |
| 38 (78) | 25 февраля 2015 | «Медведи» приезжают в Москву на финальную игру Кубка Вызова. Казанцев убеждает Жилина, что Калинин распродает акции клуба. Кисляк и Антипов отправляются отмечать будущее отцовство последнего. |
| 39 (79) | 26 февраля 2015 | Жилин покидает пост спортивного директора. Василий Степанович расстаётся с женой. Бакин попадает под колёса автомобиля Фетисова. Антипова и Кисляка возвращают в игру. |
| 40 (80) | 26 февраля 2015 | «Медведей» ждет решающий матч. Макеев выясняет отношения со Стрельцовым. Парни узнают подробности прошлого Макеева. |

### Сезон 3 («Своих не бросаем»)
| № серии  | Премьера        | Описание серии |
| -------- | --------------- | --- |
| 1 (81)   | 26 октября 2015 | В команду «Медведи» пробуется новый перспективный игрок — Евгений Царев. Жилин снова становится спортивным директором команды, чем неприятно всех удивляет. На игру «Медведей» с «Олимпийцем» приезжает шведский хоккейный селекционер. У Ольги начинаются роды. |
| 2 (82)   | 26 октября 2015 | Калинин продал комбинат другому владельцу. Илья Романович Пахомов — новый владелец комбината и команды соответственно. При первом же знакомстве Пахомова с командой у него возникает конфликт с Макеевым. Пахомов дает распоряжение урезать зарплаты игроков. Пономареву и Кострову поступает предложение из одного и того же шведского клуба. Александру Кострову поступает предложение, от которого он вряд ли сможет отказаться, но… Жилин предлагает Макееву подумать, как команда будет выживать с урезанным в два раза бюджетом. Жилин предлагает Пахомову выход из сложившейся ситуации, но устроит ли это тренера и игроков «Медведей»? Кисляк празднует свадьбу, но даже на празднике некоторые игроки умудряются попасть в неприятности.                                                                                             |
| 3 (83)   | 27 октября 2015 | Александру Кострову поступает предложение, от которого он вряд ли сможет отказаться, но… Жилин предлагает Макееву подумать, как команда будет выживать с урезанным в два раза бюджетом. Жилин предлагает Пахомову выход из сложившейся ситуации, но устроит ли это тренера и игроков «Медведей»? Кисляк празднует свадьбу, но даже на празднике некоторые игроки умудряются попасть в неприятности. |
| 4 (84)   | 27 октября 2015 | Пахомов решил урезать контракты в два раза в обход регламента. Все ли игроки захотят выходить на лед? Несмотря на трудности в команде, «Медведи» не сдаются на льду. Жилин дает для ознакомления игрокам новые контракты, если они их не подпишут, то покинут команду. Макеев обращается за помощью к мэру города. В сложившейся ситуации Кострова одолевают сомнения. Макеева-младшего выписывают из роддома. Даша не теряет надежды заинтересовать Царева. |
| 5 (85)   | 28 октября 2015 | Пахомов снимает Макеева с должности тренера команды «Медведи», и игроков это не устраивает. Они требует объяснений от Жилина. Что предпримут непобедимые «Медведи» в этой ситуации, которая покажет, кто есть кто?! На пороге у Макеева с деловым предложением появляется спортивный директор хоккейного клуба «Титан». Костров принимает решение поехать в Швецию. Кисляк рассматривает вариант перейти в другую команду, но поддержит ли его Яна? |
| 6 (86)   | 28 октября 2015 | Макеев принимает предложение стать главным тренером «Титана». Он предлагает трем игрокам «Медведей» перейти вместе с ним в «Титан», что приводит к ссоре между игроками. Не все готовы примириться с тем, что их не пригласили. Перемены в команде — это проверка не только для игроков, но и для членов их семей. Жилин разорвал контракт с Пономаревым. У «Медведей» новый главный тренер — словак Томаш Бартович. Все ли сыграются с новым тренером?! |
| 7 (87)   | 29 октября 2015 | В связи с отравлением игроков из команды «Факел» уже в следующей игре «Титан» сыграет с «Медведями». Кисляка назначили капитаном «Медведей». Обе команды усиленно готовятся к встрече. Еще до выхода на лед напряжение между игроками двух команд нарастает до предела. Чего же ждать от игры? Василий требует от представителя стоматологической клиники оплатить лечение тем, кого они заразили гепатитом, в том числе и Татьяне. Федор Михайлович задерживает водителя Пахомова за вождение в нетрезвом виде. Чем это для него обернется? |
| 8 (88)   | 29 октября 2015 | Жилин заключает контракт на трансляцию домашних игр «Медведей». Но генеральный продюсер канала абсолютно недовольна скучной игрой, которая скажется на рейтингах. Жилин устраивает провокацию, которая приводит к тяжелым последствиям. Скорее всего игра будет остановлена. После игры с «Титаном» клуб «Медведи» ждет разбирательство, а Антипова — муки совести. На дочь Федора Михайловича нападают хулиганы. |
| 9 (89)   | 2 ноября 2015   | У Егора серьезная травма позвоночника, его прооперировали, но никаких гарантий врачи не дают. Возможно, он больше никогда не выйдет на лед. Дисциплинарный комитет засчитал техническое поражение «Медведям», назначил штраф и оставил команду на три игры без болельщиков. Владелец стоматологической клиники бесследно исчезает, Василий обращается за юридической помощью к Кисляку. Татьяне требуется дорогостоящее лечение, Василию предстоит принять непростое решение. Елизавета отстраняет Царева от игр на две недели. |
| 10 (90)  | 3 ноября 2015   | Егору необходима вторая операция. Команда «Титан», оставшись без двух основных нападающих, готовится к игре с «Факелом». Жилин пытается смягчить предписания дисциплинарного комитета. Юля узнает неприятную правду о сыне и пытается поддержать его. Антипов влипает в очередные неприятности. Конфликт между Пахомовым и Федор Михайловичем нарастает. |
| 11 (91)  | 4 ноября 2015   | Федор Михайлович на время просит Яну вместе с мамой уехать из города. Кисляк не догадывается, по какой причине она уезжает. Пахомов подмял под себя не только весь город, но и Виктора Анатольевича. Дима Щукин возвращается, чтобы поддержать Егора и маму. Егору необходимо лекарство, которого в городе не достать. Елена обращается за помощью к Юле. Во время разбирательства выявлено еще одно нарушение регламента: в командах обязан быть второй тренер. Денис Васильев пытается добиться расположения дочки тренера, Анны. Жилин продолжает ухаживать за неприступной Кристиной Викторовной. |
| 12 (92)  | 5 ноября 2015   | Жилин ради Кристины чуть не срывает важную встречу, благодаря которой у клуба должен появиться генеральный спонсор. Он назначает девушке свидание, но не является в назначенное время, простит ли его Кристина? Кисляк пытается выяснить, что скрывает Яна и ее отец. Пахомов угрожает через своих людей Федору Михайловичу. «Титан» выходит на лед против «Факела» без трех основных нападающих. Между тем место второго тренера в «Титане» до сих пор свободно, Макеев предлагает его Александру Точилину, который в прошлом до травмы играл за команду «Витязь». Муж Лизы, которому снова нужны деньги, застает у нее Макеева и принимает его за любовника. |
| 13 (93)  | 9 ноября 2015   | Жилин продолжает ухаживать за Кристиной. Девушка прощает его и даже начинает отвечать ему взаимностью. Врач срочно вызывает Елену Константиновну и Марину в больницу, у него есть новости про Егора. Денису Васильеву удается добиться второго свидания с дочкой тренера, неприступной Анной. Кисляк не может перестать думать о том, что Яна с отцом его обманывают, и собирается выяснить всю правду. Муж Лизы продолжает ее преследовать и обвиняет в изменах. Евгений, который застает Елизавету в слезах, хочет разобраться с ее мужем. Но чем это обернется? Макеева неожиданно забирают в полицию. |
| 14 (94)  | 10 ноября 2015  | Юля достает лекарство, о котором просила Елена Константиновна. Егор Щукин идет на поправку, его выписывают из больницы, «Медведи» приходят помочь и поддержать друга. Макеева забирают в участок из-за нападения на мужа Лизы, к которому он не имеет отношения. Александру, второму тренеру «Титана», приходится проводить тренировку без Макеева. Кажется, Денис влюбляется, и Анна начинает всерьез им интересоваться. Жилин остался без своих денежных дивидендов от сделки, но на любовном фронте ему улыбнулась удача, и Кристина, наконец, согласилась с ним поужинать. |
| 15 (95)  | 11 ноября 2015  | Пахомов инициирует проверку в городе, Федор Михайлович пытается прояснить обстановку, но, кажется, он в безвыходном положении. Михаил практически не видит свою супругу Алину, но он не перестает ее поддерживать в преддверии важного турнира по фигурному катанию. Оценит ли девушка чаяния супруга? Даша доносит на Дениса Томашу Бартовичу, а тот в свою очередь пытается оградить свою дочь от молодого человека. Антипов, пытаясь загладить свою вину перед Егором, приносит лекарство необходимое для его лечения, но достаточно ли этого? Евгений не равнодушен к Елизавете, он очень хочет ей помочь. Тем более теперь, когда ей негде жить, он по-джентльменски предлагает Лизе свою комнату в общежитии. Жилин после ночи любви с Кристиной совсем потерял осторожность.                                                            |
| 16 (96)  | 12 ноября 2015  | По стечению обстоятельств Егор, который идет на поправку и делает первые шаги, снова попадает в больницу. Из-за новой травмы Щукину требуется очередная операция, но в городе нет хирурга и оборудования, позволяющего проводить такие сложные операции. Елена ищет способы, чтобы собрать деньги на лечение сына. Алина собирается в Москву на зональный турнир, а это значит, что ее не будет неделю или больше. Миша с пониманием относится к поездке жены, но втайне от нее очень переживает. Царев продолжает ухаживать за неприступной Елизаветой. Тем временем она пытается решить свои проблемы с беспринципным мужем, претендующим на ее квартиру. Накануне важной игры у Бакина сильное отравление. Чем закончится игра для «Медведей», если основной вратарь не выйдет на лед?!                                                     |
| 17 (97)  | 16 ноября 2015  | Накануне важной игры у Бакина сильное отравление, а второй врталь дисквалифицирован. Томаш Бартович принимает решение поставить на ворота Дениса Васильева в отместку за то, что парень не прекращает ухаживать за его дочкой. Денис показывает неожиданный результат. Кисляку не нравятся методы, которые использует Бартович ради победы. Следователь, который проводил проверку против Самойлова, назначает встречу Федору Михайловичу. Друзья и родные Егора ищут всевозможные способы, чтобы собрать необходимую для лечения сумму. Но помощь приходит, откуда не ждали. Жилин продолжает свою интрижку с Кристиной. За ужином их замечает Васильев. |
| 18 (98)  | 17 ноября 2015  | Федора Михайловича подставили и арестовали за взятку. Томаш Бартович идет на крайние меры и обращается к Жилину, чтобы тот избавился от Дениса Васильева. Но молодой человек не так прост и у него есть интересная информация. Между тем, Жилин совсем заигрался, толкает Василия на махинацию с закупкой лекарств, прибегает к незаконному способу лишить зарплаты Андрея. Бывший муж опять досаждает Лизе и угрожает Макееву. Олег ухаживает за Алиной, но девушка наивно принимает знаки внимания, не понимая истинных намерений тренера. Миша, наконец, решается на откровенный разговор с женой. |
| 19 (99)  | 18 ноября 2015  | Кисляк узнает, что Пахомов подставил его тестя, и принимает поспешное решение покинуть команду. «Медведи» остаются без капитана, зато у команды появляется второй тренер — Романенко. Муж Лизы, Максим Краснов, переходит все границы и приезжает к жене Макеева, чтобы очернить супруга и обличить в измене. Царев продолжает безуспешно ухаживать за Лизой. У Томаша не получается выкинуть Васильева из команды, тогда он решает отправить дочку учиться в Москву. Но трудности только укрепляют отношения влюбленных, что сильно расстраивает Бартовича. |
| 20 (100) | 19 ноября 2015  | Бартович готов разрушить счастье дочери, только бы оградить ее от Васильева. Он рассказывает Ане про спор. Макеев накануне игры отправляется к жене, рассчитывая вернуться утром перед матчем, но сначала кто-то блокирует его машину на стоянке, а потом водитель такси теряет сознание. «Титан» начинает решающую игру без главного тренера. Кисляк, осознав, что играет за «Медведей», а не за Пахамова, возвращается в команду. Алина совсем не видит мужа из-за бесконечных тренировок. Ради встречи с Мишей она отменяет субботние занятия. Но тренер Олег не сдается и приходит поговорить с матерью Алины. |
| 21 (101) | 25 января 2016  | Команда «Медведи» дает пресс-конференцию в преддверии финала МХЛ. Неожиданно Андрей Кисляк срывается с конференции, его беременную жену забирают в больницу. Из-за акушерского диагноза Яне рекомендовано наблюдаться в Москве. Егор Щукин успешно прошел курс реабилитации в Израиле и возвращается домой, где его с нетерпением ждут друзья и любимая девушка. Команда «Титан» готовится к решающей игре с «Факелом». Если «Титан» победит, то выйдет в финал и сыграет с «Медведями». Любители хоккея с нетерпением ждут начала игры, которая оказывается под угрозой срыва. Федерация хоккея может засчитать техническое поражение «Титану» за неявку на игру. |
| 22 (102) | 26 января 2016  | По дороге на матч команда «Титан» оказывает помощь пострадавшим в ДТП и не успевает на решающую игру. Федерация хоккея решает перенести матч. Друзья и близкие с замиранием сердца наблюдают за ходом игры по телевизору. Многое зависит от того, выиграет «Титан» или проиграет. Встретятся ли «Медведи» и «Титан» в финале кубка? Казанцев знакомится с продюсером канала СТК, обворожительной Кристиной Романовной. Девушка ему очень понравилась, он приглашает ее в ресторан, чтобы обсудить деловые моменты. Жилин, узнав о встрече, приходит в ярость. Краснов продолжает ревновать Лизу, он по-прежнему подозревает свою жену в связи с Макеевым и не дает прохода матери Антипова, Юле. |
| 23 (103) | 27 января 2016  | Антипов проводит воспитательную беседу с Красновым, который пристает к его матери. Краснов после встречи с Антоном решает, что это именно он сломал ему руку. Денис хитростью добывает московский адрес Анни и отправляется в столицу. «Медведи» и «Титан» усиленно готовятся к решающему матчу. За два часа до игры Антипова по заявлению Краснова забирают в участок. Пахомов подозревает Жилина в финансовых махинациях и устраивает аудиторскую проверку. |
| 24 (104) | 28 января 2016  | Царев приходит в участок, чтобы сознаться в содеянном. Команды готовятся к решающему матчу. Пока Царев пишет объяснительную в участке, «Титан» пытается отыграться. Отсутствие Царева значительно сказывается на ходе игры. «Медведи» выходят вперед с большим отрывом. На Царева заводят дело, Лиза просит мужа забрать заявление и не портить жизнь молодому парню. Краснов согласен забыть про сломанную руку, если Лиза отпишет ему квартиру. После победы Алины на турнире ее мама приглашает Олега отпраздновать победу вместе с ними в семейном кругу. Марина устраивается официанткой в спортбар, но Егору она говорит, что работает в детском танцевальном кружке. |
| 25 (105) | 1 февраля 2016  | «Титан» и «Медведи» снова сходятся на льду. После второго периода становится очевидным то, что «Медведей» засуживают. «Титан» с большим отрывом обыгрывает соперника. Руководство команды «Медведи» направляет официальное прошение об отмене результатов матча в связи с необъективным судейством. У команды «Титан» появился тайный благодетель, но кто он? Тем временем Жилину приходится оправдываться перед Пахомовым, который в ярости от результатов аудиторской проверки. В жизни Томаша Бартовича случилась беда, главный тренер поспешно уезжает на родину. |
| 26 (106) | 2 февраля 2016  | Жена Томаша Бартовича уходит к его другу, тренер подавлен. Юрий Михайлович пользуется ситуацией и пускает слух о том, что Бартович ушел в запой. Взбешенный Пахомов заявляет, что больше никаких отчислений в Федерацию хоккея делать не будет. Казанцеву порядком надоел самодур Пахомов, он решает объединить усилия в борьбе с нахалом. Олег продолжает попытки добиться внимания Алины. Отец Алины против того, чтобы карьера становилась важнее семьи. Из-за подписки о невыезде Царев может пропустить две следующие игры. Егор начинает сомневаться в том, что Марина работает в детской танцевальной студии. |
| 27 (107) | 3 февраля 2016  | Казанцев предлагает прокурору города объединить усилия и избавиться от надоевшего всем Пахомова. После проверки сведений о закупке лекарственных средств у Пахомова возникает много вопросов к Жилину. У Томаша Бартовича серьезные проблемы с алкоголем, смогут ли «Медведи» одержать победу без главного тренера? Аня не может дозвониться до отца, она очень встревожена и просит Дениса проведать его. У Марины появился поклонник, который не пропускает ни одного ее выступления в баре. Егор подозревает, что Марина что-то скрывает от него. Вечером он отправляется в бар, в котором, как ему кажется, работает его девушка. |
| 28 (108) | 4 февраля 2016  | Пахомов требует от Жилина денег, которые были потрачены на дорогостоящие лекарства от гепатита. У Василия Геннадьевича есть всего лишь неделя, чтобы вернуть незаконно потраченные средства. А Казанцев тем временем продолжает поиск союзников для свержения Пахомова. Денис встречает Аню на вокзале, вместе они отправляются к дому Томаша Бартовича. Девушка в отчаянии — у отца проблемы с алкоголем, а мать ушла к любовнику, она осталась совсем одна. Марина понимает, что Егор рано или поздно узнает правду, и увольняется из бара. Поклонник Влад делает девушке неоднозначное предложение. Примет ли его Марина? |
| 29 (109) | 8 февраля 2016  | егор, узнав о непристойном предложении Влада, вступается за Марину. Бартович возвращается к работе. Жилин накануне решающей игры просит Бартовича, чтобы «Медведи» потренировали друга Пахомова. Но если Бартович не готов прислуживаться, то Романенко за деньги готов на все. Между тем кто-то продолжает воровать со склада и из раздевалки команды «Титан». На почве ревности к Красновой Царев начинает подозревать в воровстве Точилина. Татьяна сообщает Василию радостную новость — она излечилась и готова принять его предложение. В день игры Татьяну неожиданно похищают. |
| 30 (110) | 9 февраля 2016  | Перед началом игры у ледового дворца похищают Татьяну, Василий Геннадьевич на машине скорой помощи пускается в погоню. Игроки команды «Медведи», вымотанные вечерней тренировкой, начинают сдавать позиции уже в начале решающего матча с командой «Титан». Если «Медведи» проиграют, то назначат еще одну игру, которая станет для команды «Титан» возможностью отыграться и, возможно, выиграть плей-офф. Жилин пытается вновь завоевать расположение Кристины. Представитель Nivea Men предлагает Егору встретиться, чтобы обсудить возможное сотрудничество. Сможет ли Егор снова выйти на лед? Кто-то продолжает воровать игровую амуницию хоккейного клуба «Титан», Назаров обвиняет Дрозда в воровстве, что, конечно же, приводит к драке. Цареву ничего не остается, кроме как поделиться своими догадками по этому поводу с Макеевым. |
| 31 (111) | 10 февраля 2016 | Краснова понимает, что, скорее всего, Царева посадят. Лиза готова принять условия бывшего мужа, лишь бы защитить Евгения. Миша Пономарев, узнав о проблемах Царева, просит Кисляка о помощи в суде. Егор готовится к выходу на лед в качестве тренера любительской команды. Друзья узнают о конфликте Щукина с владельцем фитнес бара и решают отомстить за друга. Макеев застает вора амуниции на месте преступления. Пока Казанцев продолжает собирать компромат на Пахомова, Жилин использует все средства, чтобы устранить соперника и возобновить встречи с Кристиной. |
| 32 (112) | 11 февраля 2016 | Макеев уличает Точилина в воровстве амуниции, но предпочитает не выносить сор из избы. Макеев берет честное слово с Точилина, что тот возместит убытки. Пахомов потребовал от Жилина весь процент от продажи билетов на решающую игру. Казанцев просит прощения у Кристины. «Титан» и «Медведи» сходятся на льду, каждая команда хочет выиграть, ведь второго шанса не будет. Какую команду ждет победа, а какую — поражение? Эта игра запомнится всем надолго, даже тем, кто далек от хоккея. На ледовой арене Пахомова ждет очень неприятный сюрприз. А Жилин попадает в очень щекотливую ситуацию, из которой, кажется, нет выхода. |
| 33 (113) | 15 февраля 2016 | Казанцев выводит Жилина на чистую воду и рассказывает своей сестре Людмиле об измене мужа. Также Казанцев разрывает с Романовой все отношения, и личные и деловые. На церемонии награждения от журналистов поступает информация о том, что Пахомова арестовали. Владелец хоккейного клуба «Медведи» арестован, главный тренер уехал, спортивный директор и врач уволены, а одному из игроков грозит судебное разбирательство. Вот так заканчивается сезон для «Медведей». Федерация хоккея обсуждает кандидатуру на должность тренера молодежной сборной, на которую рассматривается, в том числе, и Макеев, но у Казанцева свои планы на эту должность. |
| 34 (114) | 16 февраля 2016 | Васильев чувствует свою вину за произошедшее с Щукиным, ведь именно он тогда по просьбе Жилина подлил масла в огонь, спровоцировав Антипова на драку. Денис рассказывает правду Антону, который незамедлительно идет разбираться с Жилиным. Казанцев объединяет свои усилия с представителем министерства в борьбе против кандидатуры Макеева на должность главного тренера. Кисляк-старший назначен прокурором области, он предлагает Федору Михайловичу занять должность начальника ГИБДД. Пономареву предложили место в сборной, поэтому его поездка вместе с Алиной на соревнования срывается, чему безмерно рад Олег. Царев решает действовать против Красного его же методами. |
| 35 (115) | 17 февраля 2016 | Макееву поступает предложение возглавить молодежную сборную России. Главный тренер, пользуясь возможностью менять состав сборной по своему усмотрению, вычеркивает из списка игроков Смирнова, который когда-то играл за «Медведей». Казанцева это не устраивает, но он очень быстро находит способ воздействовать на принципиального Макеева: Антипов попадет в сборную только при условии, что Макеев возьмет Смирнова. Сергей Петровичу приходится выбирать. Неожиданно слушание по делу Царева переносят и назначают другого судью, а значит, у Евгения есть шанс. Олег не упускает возможности и находит предлог, чтобы провести с Алиной не только тренировку, но и вечер. Андрей навещает Яну в больнице, уже очень скоро у них родится сын.                                                                                            |
| 36 (116) | 18 февраля 2016 | Макеев начинает тренировать сборную и на первой тренировке представляет игрокам второго тренера, Жарского, который в прошлом тренировал «Медведей». Красницкий делает выгодное предложение Казанцеву. Молодежная сборная прибывает на спортивную базу в Москву. Тренировка проходит без второго тренера, Жарский не появился на льду и не отвечает на телефонные звонки. В Москве парней ждет неожиданная встреча с Костровым, который играет сборную Швеции. Несмотря на то, что Алина успешно откатала короткую программу и у нее есть все шансы на победу, она неожиданно собирает вещи и уезжает. |
| 37 (117) | 19 февраля 2016 | Расстроенная Алина возвращается домой после турнира. Девушка искренне не понимает, как собственная мать могла так с ней поступить. Происки Виктории Олеговны приводят к необратимым событиям. Молодежная сборная России усиленно готовится к предстоящей игре со сборной Канады. Жарский после нападения находится в больнице с легким сотрясением, возможно, что на игре его не будет. А Антипову приходится признать то, что люди меняются, и принести свои извинения за поспешно сделанные выводы. Казанцев принимает предложение Красницкого, но это не мешает ему вести свою игру за его спиной. Пока близкие и родственники хоккеистов, болельщики на трибунах болеют за сборную России, Макеев всеми силами старается привести команду к победе…                                                                                        |
| 38 (118) | 24 февраля 2016 | Сборная России с блеском обыгрывает канадцев. Радость Кисляка омрачает неожиданный звонок: отец сообщает, что Яна в реанимации. По результатам обследований Яне необходимо лечение в Германии, Андрею предстоит принять непростое решение — сыграть в финале или лететь в Дюссельдорф вместе с беременной женой. Казанцев делает предложение Пономареву о переходе в один из клубов КХЛ, а Красницкий тем временем пытается сманить хоккеиста за рубеж. Виктория Олеговна, наконец, узнает правду о произошедшем, она раскаивается, но Алина не хочет даже разговаривать об этом. Допинг-проба, взятая у одного из игроков, показывает положительный результат. |
| 39 (119) | 25 февраля 2016 | После выступления Бакина-старшего на радио его популярность растет с каждым днем, его приглашают выступать перед трудовыми коллективами. Близость к народу дает Бакину-старшему новые возможности для реализации. Сборная России готовится к финалу Турнира четырех. Некоторые игроки не понимают всей ответственности, которую возложил на них тренер, включив в состав сборной. Макеев крайне расстроен тем, что ребята подводят не только себя, но и команду. Скандал из-за положительных допинг проб набирает обороты, а интернет пестрит фотографиями праздно отдыхающих хоккеистов накануне финальной игры. Алина вместе с папой приезжает в Москву поддержать Мишу. А вот в отношениях Васильева и Ани, кажется, не все так гладко, как хотелось бы обоим.                                                                              |
| 40 (120) | 26 февраля 2016 | Допинг-скандал набирает обороты, дочка главного тренера сборной Словакии признается, что это она дала таблетки, содержащие запрещенные вещества, игроку сборной России. Макеев расстроен и взбешен безрассудной выходкой игроков, которые проводят свободное время в ночном клубе накануне решающей игры. Пономарев становится жертвой противостояния Красницкого и Казанцева. Виктория Олеговна приезжает вслед за дочерью, надеясь, что Алина сменит гнев на милость и простит ее. На финальную игру съезжаются друзья и родственники. Поддержит ли Кисляк команду в сложной ситуации? Какой результат покажет допинг-проба Назарова? И простит ли Денис свою возлюбленную? |

### Сезон 4 («Противостояние»)
| № серии  | Премьера        | Описание серии |
| -------- | --------------- | --- |
| 1 (121)  | 17 октября 2016 | Молодежная сборная под руководством Макеева возвращается с турнира на родину, где Макеева ждут неприятные новости. В «Медведях» появляется «новый» спортивный директор. Бакин делает Рите предложение. А у Антипова начинаются проблемы из-за излишней агрессии.                                                                                                |
| 2 (122)  | 18 октября 2016 | Кисляку, Антипову и Васильеву поступает предложение, от которого нельзя отказаться. Антипов становится жертвой своей несдержанности и попадает в полицию. Бакину приходится улаживать проблемы с ЗАГСом. А Казанцева ждет большой сюрприз. |
| 3 (123)  | 19 октября 2016 | Антипов получает помощь, откуда не ждал, и принимает серьезное решение. Родители Бакина и Риты планируют свадьбу, детей, да так, что будущие новобрачные уже не рады грядущему празднику. А в группе поддержки появляется новая участница — Настя Гордеева, протеже Казанцева.                                                                                  |
| 4 (124)  | 20 октября 2016 | Родители Бакина и Риты готовятся к свадьбе, которая чуть было не сорвалась… Жилин придумывает план, как следить за Казанцевым. Настя пытается наладить отношения с коллективом. А «Медведей» ждет встреча с бывшими игроками. |
| 5 (125)  | 24 октября 2016 | У Насти и Марины возникает первый конфликт. Рита понимает, что не может жить в одной квартире с мамой Бакина. А у «Медведей» появляются новые игроки. |
| 6 (126)  | 25 октября 2016 | «Медведи» выбирают нового капитана. Березина заставляют действовать против воли. А Казанцев подозревает, что кто-то в его окружении «стучит» Жилину. |
| 7 (127)  | 26 октября 2016 | Настя налаживает отношения с коллективом. Дима портит планы Егора и Марины. Казанцев пытается найти компромат на Локтева, но об этом быстро становится известно. |
| 8 (128)  | 27 октября 2016 | Отец Бакина пытается разлучить Риту и Бакина. Жилин безуспешно пытается «прижать» Казанцева. А Кисляка ждет серьезное испытание. |
| 9 (129)  | 31 октября 2016 | Марина подозревает, что это Настя испортила ее форму. Настя становится причиной ссор Марины, Егора и Димы. Казанцев придумывает, как подставить Жилина. Макеев снова становится главным тренером «Медведей». А Кисляка выгоняют из команды… |
| 10 (130) | 1 ноября 2016   | Кисляк приходит в себя, но главные испытания для него только начинаются. Настя ставит под сомнение профессионализм Марины. Жилин «попадается на удочку» Казанцева… |
| 11 (131) | 2 ноября 2016   | Антон приезжает помириться с Олей. Настя выставляет Марину неуравновешенной истеричкой. Марина предлагает устроить перевыборы руководителя группы поддержки. Отец Кисляка понимает, что следствие затягивается, и знакомится с отцом главного подозреваемого…                                                                                                   |
| 12 (132) | 3 ноября 2016   | Отец Кисляка отказывается от денег и неожиданно встречается со «старым» знакомым. Из дела пропадают вещественные доказательства и появляются новые свидетельские показания… Казанцеву, наконец, удается «прижать» Жилина, и тот снова вынужден работать на него.                                                                                                |
| 13 (133) | 7 ноября 2016   | Полина соглашается дать показания в суде, но ей начинают угрожать. Васген с Татьяной играют свадьбу. А Настя и Марина, наконец, выяснят, кто из них достоин возглавлять группу поддержки. |
| 14 (134) | 8 ноября 2016   | Паша попадает в больницу. Отец Кисляка берет на себя защиту Полины. Бакин старший вынужден вместо мэра встречать столичных гостей. Юля огорчает Макеева. А Казанцеву придется превзойти себя ради встречи с любовницей. |
| 15 (135) | 9 ноября 2016   | Полина отказывается давать показания и уезжает. Настя просит Марину о помощи, и та, неожиданно для неё, помогает. Отец Бакина становится исполняющим обязанности мэра. А у Кострова появляется новая подруга. |
| 16 (136) | 10 ноября 2016  | Царев предлагает Кире встречаться, а Точилин рассказывает ему, что видел Краснову. Антипов не может простить Олю, но сам попадает в двусмысленную ситуацию. У отца Кисляка появляются веские доказательства вины Зуева. |
| 17 (137) | 14 ноября 2016  | Царев срывается в Москву, чтобы увидеться с Красновой. Отца Бакина выдвигают в кандидаты на пост мэра. Казанцев предлагает Насте «помочь» команде, она соглашается, но из-за этого у нее происходит серьезная ссора с Димой… |
| 18 (138) | 15 ноября 2016  | Настя пытается помириться с Димой. Антипов ссорится со Смирновым из-за фотографий. Отец Кострова намекает сыну, что Ирина его обманывает. Егор обращается к «Медведям» с просьбой о помощи. Кисляка выписывают из больницы. А у Юли пропадают деньги, и Макеев пытается разобраться, в чем дело.                                                                |
| 19 (139) | 16 ноября 2016  | У «Ледяных Королей» появляется новый второй тренер. Мама Риты предлагает свою помощь отцу Бакина в организации предвыборной кампании. Отец Кострова в очередной раз пытается вразумить Ирину. Настя решает шантажировать Казанцева. У «Медведей» появляется собственный «хоккейный критик».                                                                     |
| 20 (140) | 17 ноября 2016  | Бондарь попадает под подозрение. Яна врет Кисляку. У Березина начинаются проблемы из-за пагубного пристрастия. Жилин пытается подставить Казанцева. А Точилин пытается помириться со скандальной журналисткой. |
| 21 (141) | 21 ноября 2016  | Ирина заставляет Кострова старшего понервничать. Точилин подозревает, что Березин играет на деньги. Казанцев решает избавиться от Насти. У Калинина начинаются серьезные проблемы из-за помощи отцу Кисляка. |
| 22 (142) | 22 ноября 2016  | Бондарь разоблачает Никиту. Агент пытается решить проблемы Березина, но дело принимает плохой оборот. Отец Кострова оттягивает разговор с сыном. Казанцев предлагает Марине вернуться в группу поддержки. |
| 23 (143) | 23 ноября 2016  | Царев узнает шокирующую правду. Березин оказывается в больнице. Бакин старший слишком увлекся подготовкой к выборам. Отец Кострова, наконец, рассказывает Саше правду об Ирине, но только сам оказывается виноват и портит отношения с сыном. |
| 24 (144) | 24 ноября 2016  | Егор помогает Казанцеву найти спонсора для «Медведей». Царев пытается разобраться со своим прошлым. Отец Бакина использует очередной матч «Медведей» в качестве рекламной кампании. |
| 25 (145) | 13 марта 2017   | Красницкий идет навстречу агенту и помогает ему с переводом Березина. Казанцев пытается устроить перевод Миши Пономарева в «Медведи». Царев рассказывает Кире правду. Точилин помогает Березину достать деньги и рассчитаться с долгами. |
| 26 (146) | 14 марта 2017   | Марина рассказывает Диме о махинациях Насти. Настя решает отомстить Казанцеву. Бакин получает травму на игре. Агент подставляет Красницкого. Отец Кострова пытается помириться с сыном. Березин понимает, что у Точилина из-за него проблемы… |
| 27 (147) | 15 марта 2017   | Казанцев вынужден срочно уехать в Москву. Смирнов приобщает Антипова к своему экстремальному увлечению. Точилин решает взбодрить команду и просит Смольскую написать провокационную статью. Отец Бакина узнает, что у Сени боязнь шайбы. Костров начинает подозревать, что Ирина его обманывает…                                                                |
| 28 (148) | 16 марта 2017   | Точилин подозревает, что Смольская работает по заказу. ВасГен пытается разобраться, что происходит с Никитой. Дима делает Егору неожиданное предложение. Казанцев придумывает хитроумный план, как достать компромат на Локтева… |
| 29 (149) | 20 марта 2017   | Казанцев устраивает праздник в честь юбилея команды. Костров неожиданно встречает отца в неожиданном месте. Отец Бакина берется решить проблемы сына с боязнью шайбы. Антипову срочно нужны деньги, и он решается на авантюру. У ВасГена снова появляется повод подозревать Никиту. А дело Кисляка принимает новый оборот…                                      |
| 30 (150) | 21 марта 2017   | Отец Кисляка в отчаянии, похоже, дело проиграно. Точилин узнает, что Смольская соврала ему. Отец Бакина меняет имидж. Антипов уговаривает Смирнова рассказать о травме. Романенко получает предложение, от которого не может отказаться. А Костров понимает, что Ирина все время его обманывала.                                                                |
| 31 (151) | 22 марта 2017   | Костров понимает, что отец был прав, и идет мириться. Романенко придется отвечать за свое хамство. Отец Кисляка неожиданно получает ценного свидетеля, и дело принимает новый оборот. Настя приходит извиниться перед группой поддержки. А у Бондаря начинаются серьезные проблемы со здоровьем.                                                                |
| 32 (152) | 23 марта 2017   | Антипов «сдает» Смирнова, но и сам не остается в стороне. У Отца Бакина появляется новый серьезный конкурент. Романенко удается остаться в команде, благодаря влиятельной покровительнице. Зуев-младший покидает страну. Настя мстит группе поддержки в последний раз, и Дима понимает, что Марина была права. Никита сбегает из детдома.                       |
| 33 (153) | 27 марта 2017   | Яна избавляется от Полины. Агент предлагает Антипову свои услуги. Кира обращается к маме Кострова за помощью. Царев нарушает правила. ВасГен принимает серьезное решение… |
| 34 (154) | 28 марта 2017   | Орловой удается достать компромат из сейфа Локтева. ВасГен допускает Бондаря до игры. Царев решается на отчаянные меры в попытках помириться с Красновой. Кисляк собирается уезжать на лечение. А Смирнов разоблачает Антипова… |
| 35 (155) | 29 марта 2017   | Яна не решается поговорить с Кисляком и во всем признаться. Точилин пытается помириться со Смольской. Красницкий желает победы любой ценой. Казанцев начинает претворять в жизнь план по отмщению и возвращению в Федерацию… |
| 36 (156) | 30 марта 2017   | Царев раскрывает секрет Бондаря. Антипову поступает неожиданное предложение. Мама Кострова помогает сыну устроить личную жизнь. Смольская выпускает первую разоблачительную статью. Казанцев понимает, что перенос решающего матча «Медведей» был подстроен. А Отец Бакина ведет видеозапись игры…                                                              |
| 37 (157) | 3 апреля 2017   | Казанцев пытается разобраться, кто заказал «разморозку» льда во дворце «Медведей». Красницкий пытается подкупить Смольскую, чтобы та удалила свою скандальную статью. Татьяна и ВасГен сообщают Никите приятную новость. Стрельцов предлагает Красницкому неожиданную кандидатуру на пост второго тренера сборной. А отца Бакина ждет неприятный сюрприз…       |
| 38 (158) | 4 апреля 2017   | Отец Бакина обвиняет сына в предательстве. У Романенко начинаются серьезные проблемы. Красницкий пытается договориться со Смольской, но «получает удар» с неожиданной стороны. Макеев уговаривает парней принять приглашение в Сборную. А Юля, в свою очередь, убеждает Макеева не отказываться от предложения Стрельцова.                                      |
| 39 (159) | 5 апреля 2017   | Рита не успевает рассказать Семену важную новость и решает отложить разговор до конца Чемпионата Мира. Смольская понимает, что за ней следят. Костров узнает, что его активно обсуждают в интернете, и все это благодаря Кире. Бондарь получает долгожданное приглашение. А Пономарева ждет серьезное испытание…                                                |
| 40 (160) | 6 апреля 2017   | Красницкий пытается всеми способами все-таки насолить Казанцеву. Костров встречается с известной блогершей. Родители Бакина вынуждены обманывать сына. Пономарева выгоняют из Сборной. А Сборная проводит свой первый матч на Чемпионате Мира. |
| 41 (161) | 10 апреля 2017  | Казанцев продолжает действовать через Смольскую и перенаправляет ей компромат на Локтева. Пономарева ждет приятный сюрприз. У «Медведей» неожиданная аудиторская проверка, Казанцев пытается разобраться, в чем дело. |
| 42 (162) | 11 апреля 2017  | Полина боится преследований со стороны Зуева. Отец Кисляка берется решить этот вопрос. В Сборной начинаются конфликты из-за спорной шайбы в финале. Жилин приглашает Смольскую на свидание. Антипов устраивает сюрприз для Оли. Кира пытается вернуть расположение Кострова. А Красницкий получает серьезный компромат на Казанцева.                            |
| 43 (163) | 12 апреля 2017  | Локтев подозревает Казанцева в информировании и поддержке Смольской. Полина предлагает Кисляку свою помощь. Макеев недоволен дисциплиной в Сборной. Костров приглашает Киру на игру. Отец Бакина пытается добиться справедливости. А Смольская понимает, что ее использовали.                                                                                   |
| 44 (164) | 13 апреля 2017  | Локтев предлагает Казанцеву повышение. Макеев и Стрельцов консультируются с Костровым насчет Сборной Швеции, что дает ему повод для дальнейших подозрений в нечистоплотности тренерского штаба. Отцу Бакина удается поднять шумиху вокруг финального матча. Смольская отказывает Жилину. А Бакин наконец узнает правду.                                         |
| 45 (165) | 17 апреля 2017  | Макеев пытается разобраться в обвинениях Кострова. У Кострова и Березина назрел конфликт. Березин ведет себя легкомысленно, за что и расплачивается. Налоговая проверка у «Медведей» набирает обороты, что грозит серьезными проблемами Жилину и Казанцеву. |
| 46 (166) | 18 апреля 2017  | Оля устраивает Антипову сюрприз, и Антипов решается нарушить правила. Стрельцов поддается эмоциям, и это не сходит ему с рук. Кисляк знакомит Полину с друзьями. Сборную ждет ответственный матч. Казанцев пытается решить проблему с налоговой. |
| 47 (167) | 19 апреля 2017  | Казанцев придумывает хитроумный план, как выйти из непростой ситуации с пропавшими документами. У Макеева со Стрельцовым происходит размолвка из-за Антипова. Отцу Бакина предлагают купить недостающие голоса. Люди Зуева продолжают преследовать Полину, Кисляк решает разобраться с этим раз и навсегда. А Стрельцов делает Макееву неожиданное предложение. |
| 48 (168) | 20 апреля 2017  | Полина решает больше не доставлять проблем Кисляку. ВасГен узнает приятные новости. Сборную ждет решающий матч. Макеев решает действовать наперекор Стрельцову. Смольская выпускает очередную компрометирующую статью про Локтева. А Макеев и Стрельцов оглашают неожиданное для парней предложение.                                                            |
| 49 (169) | 24 апреля 2017  | Макеев и Стрельцов планируют переигровку, Макеев просит помощи у Казанцева. Антипов и Оля назначают день свадьбы, но это рушит планы Макеевых. Кисляк решает начать все сначала. А Казанцев, понимая, что Локтеву удается выйти сухим из воды, решает перейти к активным действиям.                                                                             |
| 50 (170) | 25 апреля 2017  | Смольская раздувает скандал, из-за чего у Локтева начинаются серьезные проблемы. Кире поступает интересное предложение, но Костров не разделяет ее радости. Царев попадает в больницу. Кисляк принимает приглашение Егора. А Отец Бакина пытается помириться с женой, но только усугубляет ситуацию.                                                            |
| 51 (171) | 26 апреля 2017  | Переигровка финального матча оказывается под угрозой срыва. Вся эта история получает большой общественный резонанс, и команды получают неожиданную помощь. Отец Бакина со своей командой ждет результат голосования. Казанцев просит помощи у Орловой. А Кира понимает, что Костров был прав.                                                                   |
| 52 (172) | 27 апреля 2017  | Костров помогает Кире решить проблемы. Отец Бакина узнает горькую правду. Кисляка ждет приятная встреча. Казанцеву предстоит большое разочарование. Антипову и Оле устраивают сюрприз. А «Медведи» и «Ледяные Короли», наконец, выяснят, кто из них настоящий чемпион.                                                                                          |

### Сезон 5 («Взрослая жизнь»)
| № серии  | Премьера         | Описание серии |
| -------- | ---------------- | --- |
| 1 (173)  | 4 сентября 2017  | Наши герои выросли из Молодежной Хоккейной Лиги, им приходится покинуть команду «Медведи». Макеев предлагает им перейти в команду Высшей Хоккейной Лиги, где он является главным тренером. Некоторые согласятся, и их ждет встреча с новой командой, а также со старыми друзьями. |
| 2 (174)  | 5 сентября 2017  | Макеев пытается наладить контакт с командой, но его воспринимают в штыки. Руслан просит помощи у Савчука, чтобы помириться с женой, и теперь ему придется серьезно раскошелиться. Кисляк делает Полине серьезное предложение. А Николай Бакин решает заняться предпринимательством.                                                                                                   |
| 3 (175)  | 6 сентября 2017  | Первая игра «Бурых Медведей», и парни сталкиваются с суровыми нравами новой команды. Макеев невольно наживает себе новых врагов. Пономарев просит Бушманова помочь ему тренироваться. Регина явно неравнодушна к Кострову. А Отец Бакина выигрывает в лотерею. |
| 4 (176)  | 7 сентября 2017  | Руслану не нравится, что «старики» делятся опытом с «молодыми». Кисляк умоляет Макеева дать ему шанс. Макеев недоволен дисциплиной в команде. Мать Кострова случайно встречает свою «старую любовь». Регина находит Кире работу в Санкт-Петербурге. |
| 5 (177)  | 11 сентября 2017 | Костров уговаривает Киру не жертвовать карьерой ради него. Руслан устраивает травму Никитину и стычку с Кисляком. Пономарев с Бушмановым переходят к практике на льду. Света случайно видит Натали с любовником, а Никитина ждет сюрприз. |
| 6 (178)  | 12 сентября 2017 | Бакин и Рита сообщают родителям приятную новость. Пономарев узнает о дополнительном заработке Бушманова. В команде появляется новый игрок Алексей Платонов. Руслан с Савчуком сразу пытаются настроить его против Макеева. А Марину ждет неожиданная встреча. |
| 7 (179)  | 13 сентября 2017 | К Никитину приезжает бывшая жена и требует, чтобы Маша вернулась домой. Отец Бакина покупает диплом. Мама Кострова старательно избегает встреч с Рубцовым. А Руслан устраивает диверсию прямо во время матча. |
| 8 (180)  | 14 сентября 2017 | Костров понимает, от кого был подарок. Марину ждет неприятная встреча на кастинге. Савчук устраивает Свете допрос, откуда она взяла деньги на шубу. На Никитина поступает заявление в полицию. А Макеев все-таки выходит из себя. |
| 9 (181)  | 18 сентября 2017 | Руслан добивается, чего хотел. Николай Бакин переживает, что пошел на поводу у Жилина. Настя подставляет Марину. Регина, наконец, раскрывает свои планы насчет Кострова. Савчук не верит жене и нанимает детектива. |
| 10 (182) | 19 сентября 2017 | Пономарев узнает, кто организовал нападение на Кисляка. Орлова опасается Казанцева и пытается наладить отношения. Макееву поступает хорошее предложение, а Марина проходит в следующий тур танцевального шоу. |
| 11 (183) | 20 сентября 2017 | Савчук начинает психологически давить на Бакина. Регина ищет встречи с Костровым. Отец Бакина признается директору дворца спорта, что купил диплом о высшем образовании, а тот делает ему неожиданное предложение. |
| 12 (184) | 21 сентября 2017 | Маша находит работу. Поляков просит Липкина «поддержать медикаментозно» команду. Натали делает Насте неожиданное предложение. Полина ревнует Кисляка. А у Андрея снова проблемы со здоровьем. |
| 13 (185) | 25 сентября 2017 | Маша идет на уступки матери ради отца. Отец Кисляка и Полина настаивают, чтобы Кисляк обратился к врачу. Руслан штрафует «молодых». Настя испытывает финансовые трудности. Савчук следит за женой… |
| 14 (186) | 26 сентября 2017 | Настя находит работу и пытается привлечь внимание Руслана. Пономареву срочно нужны деньги. Отец Бакина помогает отцу Кострова. Кира решает устроить Кострову сюрприз… |
| 15 (187) | 27 сентября 2017 | Костров встречает мужа Регины и просит разобраться в ситуации. Руслан увлекается Настей. Отец Бакина просит сына о помощи. Алина получает приглашение в клуб… |
| 16 (188) | 28 сентября 2017 | Пономарев объясняется с Алиной. Бушманов пытается помочь Пономареву. Бакин дополнительно тренируется, чтобы не уступить Савчуку. Полина видит Кисляка с Яной и принимает серьезное решение. Савчуку поступает интересное предложение… |
| 17 (189) | 2 ноября 2017    | Кисляк получает подтверждение своим догадкам. Жданов просит брата потерпеть, а сам пытается надавить на Настю. Отец Бакина мстит Жилину. Мать Кострова оказывается в сложной ситуации. А Руслан узнает, что сделал Савчук. |
| 18 (190) | 3 ноября 2017    | Савчук, в свою очередь, открывает глаза Руслану. Натали понимает, что Жданов все это время врал ей. Липкин переживает, что его раскроют, но Поляков обещает поддержать его. Жилин готов серьезно подставить Казанцева. |
| 19 (191) | 4 ноября 2017    | Натали признается во всем Руслану. Парни раскрывают Липкина, разгорается скандал. Константин приглашает Марину на ужин. Никита провоцирует очередную ссору между Алиной и Пономаревым. А Яна предлагает свою помощь Кисляку. |
| 20 (192) | 5 ноября 2017    | Губернатор предлагает Казанцеву сотрудничать напрямую. Руслан уходит в запой. Матч «Бурых медведей» под угрозой срыва. Никита ставит окончательную точку в отношениях Пономарева и Алины. Константин дает Марине понять, что не стоило его обманывать. А Казанцев делает серьезное предложение Макееву.                                                                               |
| 21 (193) | 9 октября 2017   | Хореограф Татьяна настоятельно рекомендует Марине помириться с продюсером. Бушманов узнает о проблемах Пономарева и решает помочь ему. Бакину поступает интересное предложение. Поляков просит Казанцева об одолжении. |
| 22 (194) | 10 октября 2017  | Орлова предлагает Жилину новый план. В поезде, где работает мама Бакина, случается пожар. Яна приходит попрощаться с Кисляком, но все заканчивается иначе. Макеев пытается разобраться, что происходит с Русланом. Алина решает вернуться, но как оказалось, не вовремя. Казанцев подписывает документы, которые скомпрометируют его.                                                 |
| 23 (195) | 11 октября 2017  | Кисляк объясняется с Полиной. Мама Бакина ищет новую работу. Никитин просит Машу оставить Пономарева в покое, но она все делает по-своему. Настя пытается помириться с Русланом. Кира делает сюрприз Кострову. Выступление Марины и Василия в полуфинале заканчивается не так, как они рассчитывали. А Казанцев просит Полякова об ответной услуге.                                   |
| 24 (196) | 12 октября 2017  | Марину отстраняют от дальнейшего участия в шоу, Егор пытается ей помочь. Регина просит прощения у Киры и Кострова. Бушманову поступает несколько интересных предложений. Пономарев просит помощи у мамы Алины. А «Бурых медведей» ждет встреча с главным соперником — «Арматой». |
| 25 (197) | 15 января 2018   | В «Армате» появляются новые игроки. Поляков знакомится с новым главой попечительского совета. Алина переживает из-за ссоры с Мишей и совершает серьезную ошибку. Бакину придется понервничать. Орлова подозревает, что Казанцев плетет интриги за ее спиной, и снова обращается к Жилину. А к Кисляку приезжает Полина.                                                               |
| 26 (198) | 16 января 2018   | Отец Кисляка берется помочь Полине. Мама Алины попадает в больницу. Руслан помогает Пономареву. Казанцев продолжает дезинформировать Орлову через Жилина. Настя обращается к Алине за помощью. А у Кисляка появляется отличный план по сбору доказательств. |
| 27 (199) | 17 января 2018   | Пономарев решает снова выйти на ринг, чтобы помочь Алине. Мать Бакина устраивается на новую работу. План Егора работает, Константин делает Марине интересное предложение. Настя предлагает Маше свою помощь в завоевании Пономарева, и у нее уже есть план. |
| 28 (200) | 18 января 2018   | Никитин помогает Пономареву деньгами, но теперь на Пономарева давят из клуба — тот обещал выйти на ринг. Кира избегает Кострова. Отец Кисляка шантажирует Зуева, чтобы тот вернул Полине сына. Виталий пытается помириться с Русланом и делает ему дорогой подарок. А Марину ждет большой сюрприз.                                                                                    |
| 29 (201) | 22 января 2018   | Кира признается Кострову, что больна. Костров, в свою очередь, консультируется с Васгеном. Зуев продолжает давить на Полину. Пономарев рассказывает Никитину, что у него проблемы с организатором боев, Никитин решает помочь. Также Пономарев объясняется с Машей. |
| 30 (202) | 23 января 2018   | Настя настраивает Машу бороться за свою любовь. Дрозд случайно узнает о том, что Бушманов участвует в боях. Васген запрещает Никитину выходить на лед. Руслан находит девушку, которая его подвезла на мотоцикле. Отец Бакина снова объявляет войну Жилину. |
| 31 (203) | 24 января 2018   | Алина ревнует Пономарева. Отец Кисляка находит способ надавить на Зуева. Руслан берет уроки езды на мотоцикле. А Макеев переходит к нестандартным методам подготовки команды к игре. |
| 32 (204) | 25 января 2018   | Орлова придумывает новый план, как подставить Казанцева. В кафе мамы Бакина появляются новые поставщики. А Лыков подозревает, что Бушманов его обманывает. |
| 33 (205) | 29 января 2018   | Руслан ищет деньги. Костров узнает от интерна Веры, что есть альтернативное лечение для Киры. Настя придумывает очередной план, как поссорить Алину и Мишу. В «Армате» появляется новый игрок. Зуев наносит ответный удар отцу Кисляка… |
| 34 (206) | 30 января 2018   | Отец Кисляка понимает, что его подставили. Мама объясняет Алине, что кто-то намеренно пытается поссорить ее с Мишей. Костров благодарит Веру, что не нравится ее молодому человеку. Орлова вынуждена обратиться за помощью к Казанцеву. Лыков укрепляется в своих подозрениях о договорном бое Бушманова…                                                                             |
| 35 (207) | 31 января 2018   | Маша ссорится с Настей. Пономарева ждет неожиданный подарок. Костров не теряет надежды помочь Кире. Маме Бакина не дают покоя бывшие поставщики кафе. Казанцев придумывает план, как Шевцова лишить компромата. Лыков рассчитывает получить доказательства вины Бушманова… |
| 36 (208) | 1 февраля 2018   | Лыков получает доказательства вины Бушманова… Орлова просит Настю об услуге, обещая взамен хорошую работу. Пономарев узнает, что Кострову нужны деньги на лечение Киры, и решает помочь. Руслан, наконец, знакомится с таинственной байкершей. Костров играет в благородный хоккей, что нравится далеко не всем…                                                                      |
| 37 (209) | 5 февраля 2018   | Бушманов срочно ищет деньги. Никитин подозревает Макеева в лояльности к «Армате» из-за того, что там играет Антипов. Орлова намекает Шевцову, что Казанцев не чист на руку. Костров пытается взять кредит на лечение Киры. Никитина и Машу ждет неожиданная встреча… |
| 38 (210) | 6 февраля 2018   | Макеев плохо себя чувствует, но скрывает это от Васгена. Катя просит Машу вернуться домой. Васген замечает следы побоев у Никиты. Ульяна, наконец-то, соглашается на свидание с Русланом. Никитин делает Кате неожиданное предложение. Лыков дает понять Бушманову, что не оставит его в покое. Яна придумывает, как получить компромат на Зуева…                                     |
| 39 (211) | 7 февраля 2018   | Бушманов вынужден скрываться. Маша не верит в искренность намерений мамы и упрекает отца в излишней мягкости. Васген выясняет причину драки Никиты. Отец Бакина пытается решить проблему с несданным зачетом. Костров провожает Киру на лечение. Кисляк передает компрометирующую Зуева запись…                                                                                       |
| 40 (212) | 8 февраля 2018   | Маша просит маму не морочить отцу голову. Настя переходит к активным действиям, чтобы заполучить информацию у Шевцова. Майору, ведущему расследование по делу отца Кисляка, поступают угрозы. Руслан узнает, чем занимается Ульяна. Васген отправляет Макеева на обследование. У Дрозда начинаются проблемы из-за Бушманова. Шевцов находит главного виновника…                       |
| 41 (213) | 12 февраля 2018  | Казанцев делает Шевцову интересное предложение. Антипов настаивает, чтобы Дрозд рассказал Полякову правду. Руслан приглашает Ульяну на оригинальное свидание. Екатерина просит прощения у Никитина. ВасГен и Татьяна решают, как поздравить Никиту с днем рождения. Майор, ведущий расследование по делу отца Кисляка, объясняет его сыну, что тот не сможет помочь отцу «по закону». |
| 42 (214) | 13 февраля 2018  | Проблемы Бушманова берется решать Жданов. Отец Бакина не может починить холодильную установку без немецкого языка. Никитин теряет все свои сбережения. Шевцов начинает действовать по плану Казанцева. Отец Яны обращается за помощью к Калинину. Макеева подводит здоровье. |
| 43 (215) | 14 февраля 2018  | Макеев вынужден пропустить очередной матч «Бурых медведей». Казанцев подставляет Орлову. Отец Бакина помогает сыну с голосованием. Калинин вступает в борьбу с Зуевым. Руслан собирает деньги, чтобы вернуть брату долг. |
| 44 (216) | 15 февраля 2018  | «Бурые медведи» играют решающий матч с «Арматой». Екатерина объясняется с Никитиным. Пономарев дерется с Бушмановым. План Казанцева снова оборачивается против него. Калинину удается переиграть Зуева и помочь отцу Кисляка и Полине. Макеев сбегает из больницы. |

### Сезон 6 («Лёд и пламя»)
| № серии  | Премьера         | Описание серии |
| -------- | ---------------- | --- |
| 1 (217)  | 17 сентября 2018 | «Бурых медведей» поздравляют с переходом в КХЛ, но не для всех членов команды нашлось место в Континентальной Лиге. Юля уговаривает Макеева сделать перерыв в хоккее, но Макеев принимает предложение Калинина и возвращается в ВХЛ главным тренером «Медведей». А Казанцев находит способ шантажировать Шевцова. |
| 2 (218)  | 18 сентября 2018 | Команда знакомится с новым спортивным директором. Антипов все-таки принимает предложение Макеева. Настя соглашается помогать Казанцеву, и Шевцов вынужден уступить. У Точилина и Макеева начинаются разногласия. А отец Бакина объявляет войну несговорчивому соседу. |
| 3 (219)  | 19 сентября 2018 | Макеев набирает новых игроков, а также находит команде нового врача. Кисляк узнает, почему его выгнали из «Бурых медведей». Куницын подозревает, что его девушка изменяет ему со Шмелевым. Каштанова догадывается, почему у Антипова самый «дорогой» контракт. |
| 4 (220)  | 20 сентября 2018 | «Медведи» проводят неудачную серию на выезде. У Точилина и Макеева очередные разногласия. Орлова уговаривает Настю не связываться с Казанцевым. Лена избегает Куницына. Отец Бакина спасает жизнь человеку. |
| 5 (221)  | 24 сентября 2018 | Куницын ссорится с отцом и мирится с Леной и Шмелевым. Макеев пытается наладить контакт с Точилиным. Каштанова предлагает ВасГену вернуться в «Медведи». Сосед пытается перехитрить Отца Бакина. |
| 6 (222)  | 25 сентября 2018 | У «Медведей» очередное пополнение. Отец Куницына пытается надавить на Каштанову. Костров сообщает родителям, что они с Кирой решили пожениться. Дина просит деньги у Шмелева. Отца Бакина обвиняют в сбыте краденого. |
| 7 (223)  | 26 сентября 2018 | «Медведи» пребывают в унынии после очередного проигрыша. Казанцев планирует свадьбу. У Бакиных проходит обыск. Каштанова находит нового спонсора и срывает тренировку к неудовольствию Макеева. Макеев придумывает как замотивировать «Медведей». |
| 8 (224)  | 27 сентября 2018 | Отец Бакина случайно получает компромат на соседа. Юля хочет пойти на игру, и Макеев совсем не рад этому. Отец Куницына уговаривает сына сменить клуб. Шмелев пытается поближе познакомиться с Диной. |
| 9 (225)  | 1 октября 2018   | Юля и Макеев ссорятся из-за того, что Макеев не хочет завязывать с хоккеем. К Дине приезжает бывший любовник. Бакин понимает, что его обманули. Отец Куницына пытается с помощью Лены вразумить сына. Орлова все-таки приходит на свадьбу Казанцева и Насти. |
| 10 (226) | 2 октября 2018   | Юля ревнует Макеева к Каштановой. Отец Куницына переходит к решительным действиям. Дина флиртует со Шмелевым. Казанцев мстит Орловой. Шевцов требует, чтобы Жилин определился, на чьей он стороне. |
| 11 (227) | 3 октября 2018   | Юля не верит, что Макеева и Каштанову связывают только деловые отношения. Дина понимает, что она на крючке у Тимура. Мама Риты сообщает родителям Бакина, что влюбилась. Казанцеву поступает неожиданное предложение о работе. Дина исчезает. |
| 12 (228) | 4 октября 2018   | Казанцев наводит свои порядки в новом клубе. Емельянов сбегает с игры в поисках Дины. Сосед уговаривает Бакиных не рассказывать ничего его жене. Отец Куницына пытается помириться с сыном. Шмелев случайно подставляет всю команду. |
| 13 (229) | 8 октября 2018   | Юля снова ревнует Макеева к Каштановой. Врач рекомендует Кисляку оставить большой спорт. Емельянов думает, что решил вопрос с Тимуром, но он снова дает о себе знать. У отца Кострова возникает конфликт на новой должности. Казанцев намекает Макееву на нечистоплотность Каштановой в отношении клуба. |
| 14 (230) | 9 октября 2018   | Макеев узнает о личной трагедии Каштановой. Настю охватывают былые чувства, и она приезжает к Казанцеву. Кисляк пробует жить без хоккея. Точилин уверен, что на игру Куницына влияют проблемы с отцом. Жилин просит Орлову о помощи. Отец Бакина пытается помочь сыну. |
| 15 (231) | 10 октября 2018  | Казанцев понимает, что Настя приехала из-за Платонова. Жилин с помощью Орловой находит компромат на Казанцева. Макеев и Каштанова пытаются решить вопрос с повестками, а Юле не нравится, что они так много времени проводят вместе. |
| 16 (232) | 11 октября 2018  | Казанцев просит Савчука следить за Платоновым. Тимур переходит к решительным действиям. Настя признается Платонову в своих чувствах. Антипов подозревает, что у Макеева и Каштановой интрижка. Шмелев использует блог, чтобы помочь Емельянову найти Дину. |
| 17 (233) | 15 октября 2018  | Шмелев и Емельянов обращаются к Кисляку за помощью в поисках Дины. Каштанова пробует соблазнить Макеева. Макеев пытается наладить отношения с Юлей и делает ей подарок. Казанцев хочет продать Платонова. А свадьба Киры и Кострова не обходится без происшествия. |
| 18 (234) | 16 октября 2018  | Каштанова заставляет Макеева ревновать. Отца Кострова отпускают домой до суда, и он понимает, кто его подставил. Горовой вынужден уехать из дома. Алиса обращается за помощью к Емельянову. А Шмелев обнаруживает важную деталь на видеозаписи свадьбы. |
| 19 (235) | 17 октября 2018  | Емельянов помогает Алисе, но она просит ничего не рассказывать отцу. У Точилина и Макеева очередной конфликт. Орлова пытается переманить Настю на свою сторону и об этом становится известно Казанцеву. У отца Кисляка появляется план, как помочь отцу Кострова. |
| 20 (236) | 18 октября 2018  | Казанцев делает Насте дорогой подарок, убеждая не предавать его. Горовой боится, что Емельянов заболел ветрянкой. У Юли и Макеева случайно получается совместный ужин с Точилиным и Каштановой. Платонов попадает в аварию и Казанцев решает воспользоваться ситуацией. Отцу Кисляка удается помочь Кострову-старшему. |
| 21 (237) | 22 октября 2018  | Платонов пытается договориться с потерпевшими, но они настроены довести дело до суда. Настя хочет помочь Платонову, но Платонов просит ее не вмешиваться. Макеев вновь просит Каштанову оставить Точилина в покое. Кира сообщает Кострову, что беременна. Емельянов приглашает Алису на свидание. |
| 22 (238) | 23 октября 2018  | Настя понимает, что Казанцев не хочет помогать Платонову, тогда она берет дело в свои руки. Врачи сообщают Кире очень неприятную новость. Горовой против отношений Емельянова и Алисы. Точилину предлагают поработать главным тренером. Антипов слышит разговор Макеева и Каштановой. |
| 23 (239) | 24 октября 2018  | Антипов крупно ссорится с Макеевым. Оля просит Антипова не спешить с выводами. Казанцев случайно узнает, что Савчук встречался с Жилиным. Куницын ссорится с Леной. Кира случайно встречает Веру и понимает, что есть надежда. А у «Медведей» появляется новый второй тренер. |
| 24 (240) | 25 октября 2018  | Каштанову ждет неприятная встреча с прошлым. Жилин понимает, что его план провалился. Юля пытается разобраться, что происходит у Антипова. Настя решает проблему Платонова. Казанцеву намекают, что команде нужен другой главный тренер. |
| 25 (241) | 14 января 2019   | Макеев пытается помириться с Юлей, но Каштанова снова все портит. Казанцев находит подход к Качалову и все-таки получает его согласие. В «Медведях» появляется новый игрок. Макеев навещает Каштанову в больнице, и она делится с ним своими подозрениями о нападавшем. |
| 26 (242) | 15 января 2019   | Качалов наводит в команде свои порядки. Макеев делится с ВасГеном переживаниями. Антипов возвращается домой, но только снова ссорится с Олей. Отец Бакина спасает важный матч для «Медведей», за что оказывается щедро вознагражден. Казанцев понимает, каким образом Платонов решил свои проблемы. |
| 27 (243) | 16 января 2019   | Казанцев пользуется тем, что Каштанова в больнице и хитростью оформляет переход Антипова в «Металлист». Антипов снова приезжает поговорить с Олей. Кисляк берется за безнадежное дело. Кира уже готова ехать в санаторий, но Костров узнает неприятные подробности. |
| 28 (244) | 17 января 2019   | Казанцев понимает, что отношения Насти и Платонова становятся для него проблемой и решает избавиться от Платонова. Бывший муж Каштановой также решает воспользоваться ее отсутствием и пытается провернуть аферу. У Куницына появляется особая фанатка. Горовой серьезно ссорится с Алисой из-за ее отношений с Емельяновым, Алиса уходит из дома.                                                                            |
| 29 (245) | 21 января 2019   | К Макееву приходит инспектор из органов опеки. ВасГен понимает, что дело принимает серьезный оборот, и просит Макеева взять себя в руки. Кисляк общается с единственной свидетельницей по делу и понимает, что может все-таки выиграть дело. Качалов продолжает борьбу за дисциплину в команде своими методами. А Каштанова случайно узнает о личных проблемах Макеева.                                                       |
| 30 (246) | 22 января 2019   | Каштанова подозревает, что ее бывший муж связан с внезапным финансированием, и просит помощи у Калинина. Горовой встречается с грозным конкурентом по ногтевому бизнесу. Кисляк случайно находит важную видеозапись, которая могла бы помочь ему выиграть дело. А Макеев все-таки решается поговорить с бывшим тренером. |
| 31 (247) | 23 января 2019   | Кисляк блестяще проводит свое первое дело. Каштанова понимает, кто отправил ее в больницу. Кострову сообщают неприятные новости перед матчем, и он не может сосредоточиться на игре. Антипов решает сделать Оле сюрприз, но получает очередной повод для ревности. А ВасГен все-таки решает вмешаться и едет к Юле. |
| 32 (248) | 24 января 2019   | Макеев ссорится с ВасГеном. Кисляк получает видеозапись, которую так долго ждал. Макеев берется помочь Кострову. Куницын чуть было не справляет день рождения в одиночестве. Лена подозревает, что у Куницына появилась другая. Орлова делает Жилину неожиданное предложение. А Горовому предстоит непростой матч. |
| 33 (249) | 28 января 2019   | Горовому предстоит длительное восстановление. Лена делится своими подозрениями со Шмелевым. Жилину все-таки удается исполнить просьбу Орловой. Кисляка пытаются запугать. Каштанова решает поговорить с Юлей. |
| 34 (250) | 29 января 2019   | Кисляк передает видеозапись своему отцу, ставя крест на своей карьере адвоката, но Макеев предлагает ему работу. Казанцев подставляет Платонова. Каштанова отказывается заключать контракт с Сочниковым. Горячкин предлагает отцу Бакина совместный бизнес. |
| 35 (251) | 30 января 2019   | Куницын пытается разобраться в своих чувствах. Платонова отстраняют от тренировок. Ситникова узнает, что Горовой в больнице, и приходит навестить его. Антипов не одобряет решение мамы вернуться к Макееву. Сочников благодарит Олю, чем дает очередной повод для ревности Антипову. |
| 36 (252) | 31 января 2019   | «Медведи» выходят в финал плей-офф, где их ждет встреча с «Металлистом». Казанцев всеми способами пытается ограничить общение Насти и Платонова. Даша хочет всеми способами подставить Лену. Антипов и Оля ссорятся из-за ревности Антона, в итоге Антипов срывается на Сочникове. |
| 37 (253) | 4 февраля 2019   | Качалов учит Антипова контролировать свои эмоции. Платонов понимает, что история с допингом — дело рук Казанцева, но у него нет доказательств. Точилин продолжает ухаживать за певицей Дианой. Бывший муж Каштановой просит ее изменить показания. Оля хочет развестись с Антоном. |
| 38 (254) | 5 февраля 2019   | Казанцеву удается перевести Платонова в другой клуб. Макеев пытается наладить контакт с Качаловым. Шмелев помогает привлечь в салон Горовых новых клиентов. Оля получает повод для ревности. |
| 39 (255) | 6 февраля 2019   | Точилин вступается за Каштанову и она хочет помириться с ним. Настя отказывается ехать вместе с Платоновым. Антипов пытается помириться с Олей, но она настроена на развод. Качалов понимает, что Казанцев использует его в своих интересах. Шмелев учит Дину кататься на коньках. |
| 40 (256) | 7 февраля 2019   | Каштанова выручает Точилина. Жилин и Орлова готовятся нанести решающий удар по Казанцеву, но тут неожиданно вмешивается Шевцов. Куницын делится переживаниями со Шмелевым. Точилин решается на разговор с Макеевым. |
| 41 (257) | 11 февраля 2019  | ВасГен подозревает, что Дина украла у него сильнодействующий препарат. Шмелев убеждает Куницына, что Даша его использовала, а Лену подставила. Отец Бакина выручает «Медведей». Сочников приглашает Олю в ресторан, а Антипов — Ларису. Казанцев готов отпустить Настю при одном условии. |
| 42 (258) | 12 февраля 2019  | Настя послушно выполняет указания Казанцева. Шмелеву приходит в голову идея как вернуться домой и увидеться с Диной. У отца Бакина начинаются проблемы с «бизнесом». Смирнов узнает, чем занимается Карина. Антипову очень не нравится, что Сочников крутится вокруг Оли. |
| 43 (259) | 13 февраля 2019  | Шевцов переносит решающие матчи на площадку «Металлиста». Отец Бакина понимает, что сосед «прихватил» не только компьютеры. Смирнов налаживает отношения с Кариной. Антипов пытается раскрыть Оле глаза на Сочникова. Кисляку приходит в голову как усилить «Медведей». |
| 44 (260) | 14 февраля 2019  | «Медведей» ожидает финальная игра с «Металлистом». Антипову удается убедить бывшую жену Сочникова приехать на матч и поговорить с Олей. Шевцов окончательно пресекает действия Жилина и Орловой в отношении Казанцева. Настя приезжает к Платонову. Бакин случайно помогает отцу вернуть деньги и наказать Горячкина. У Горового происходит пополнение в семье. «Медведи» решают отблагодарить Макеева за проделанную работу. |

## Саундтрек
26 ноября 2013 года в ITunes стартовали продажи сборника саундтреков из первого сезона телесериала «Молодёжка». Бесплатное прослушивание всех композиций также доступно на сервисе Яндекс.Музыка.
17 ноября 2014 года в ITunes стартовали продажи сборника саундтреков из второго сезона телесериала «Молодёжка». Бесплатное прослушивание всех композиций также доступно на сервисе Яндекс.Музыка.
19 ноября 2015 года в ITunes стартовали продажи сборника саундтреков из третьего сезона телесериала «Молодёжка». Бесплатное прослушивание всех композиций также доступно на сервисе Яндекс.Музыка.
20 сентября 2017 года в ITunes стартовали продажи сборника саундтреков из четвёртого сезона телесериала «Молодёжка». Бесплатное прослушивание всех композиций также доступно на сервисе Яндекс.Музыка.

## Рейтинг телесериала в России
- Неудачный старт телесериала констатировала телекритик РИА Новости Арина Бородина:

«… с рейтингами не совсем удачно. То ли с драматургической конструкцией не всё сложилось, то ли ввод в сюжет оказался затянутым. Во всяком случае, пока отдача от сериала явно не та, на которую рассчитывали на канале, анонсируя с такой мощью свой главный сериал сезона. Впрочем, большинство серий впереди. Сейчас в целевой аудитории СТС, среди зрителей от 10 до 45 лет, доля „Молодёжки“ — на уровне 12 % при доле канала в 11 %. А среди зрителей от 14 до 24 лет доля сериала чуть выше — более 13 %. Довольно любопытно, как дальше будут зрители воспринимать сериал и с каким результатом закончит в эфире „Молодёжка“ на СТС».— 
- Рост рейтингов на протяжении всего показа сериала на канале СТС констатировал журналист сайта «Фильм Про» Артур Чачелов:

«Рейтинги сериала, которые изначально были довольно низкими, неделя за неделей росли и в понедельник [9 декабря 2013 года] достигли своего пика. „Молодёжка“ впервые попала в пятёрку самых популярных сериалов и, видимо, теперь будет держаться на высоких позициях до конца показа».— 
- Успех телесериала отметил генеральный директор канала СТС и генеральный продюсер сериала «Молодёжка» Вячеслав Муругов:

«„Молодёжка“ — знаковый проект для СТС Медиа. Сериал стал одним из самых популярных многосерийных фильмов отечественного производства последних лет. Финальную серию посмотрел каждый 4-й телезритель. „Молодёжка“ доказала нам самим и рынку, что мы умеем делать хиты, способные объединить у телеэкрана в прайм-тайм всю семью. Благодаря „Молодёжке“ мы научились монетизировать наш уникальный контент не только на ТВ — мы выпустили книгу совместно с ЭКСМО, начали успешно сотрудничать с Printdirect.ru в области лицензирования, не говоря о колоссальной популярности сериала в диджитал. Каждый 4-й пользователь, скачавший приложение „Молодёжка“ себе на смартфон, пользовался им каждый день. „Молодёжка“ смогла заразить спортом, азартом, интересом и любовью к хоккею тысячи молодых людей по всей стране. Это дорогого стоит. Мы рады, что зрители по достоинству оценили „Молодёжку“ — действительно наш самый успешный проект в уходящем году».— 
- По данным TNS Gallup Media, заключительная серия первого сезона «Молодёжки» собрала у телеэкранов 23 % зрителей России, включивших ТВ в это время (аудитория «Все 10-45»). Средняя доля сериала по России составила 16,2 %. Доля слота 21:00 на СТС благодаря «Молодёжке» выросла на 26 %. «Молодёжка» вошла в ТОП-4 самых популярных сериалов российского ТВ в аудитории 18+[20].
- На «Молодёжку» приходится порядка 600 тыс. видеопросмотров в сутки на всех интернет-ресурсах холдинга, включая ctc.ru, Видеоморе.ру и мобильное приложение «Молодёжка». При этом почти половина посетителей сайта СТС в ноябре 2013 года приходили именно ради контента «Молодёжки» (порядка 15 млн просмотров страниц). Мобильное приложение сериала насчитывает более 50 тыс. просмотров в день при 200 тыс. инсталляций[20].
- В группе «Молодёжки» Вконтакте — более 1,5 млн пользователей[20].

## Награды и номинации
- Поисковая система «Яндекс» по итогам запросов российских интернет-пользователей за весь 2013 год присудила телесериалу «Молодёжка» почётное третье место в десятке «Российских сериалов»[21].
- Поисковая система Google присудила телесериалу «Молодёжка» четвёртое место в ТОП-10 запросов интернет-пользователей из России за весь 2013 год в категории «В тренде»[22].
- «Российская газета» присудила сериалу четвёртое место в пятёрке «Лучших телепроектов 2013 года»[23].
- Общенациональный городской телегид «Антенна-Телесемь» присудил сериалу «Молодёжка» почётное третье место в десятке «Лучших российских сериалов 2013 года»[24].
- Волгоградский информационно-аналитический портал «Областные вести» назвал телесериал «Молодёжка» «Самым спортивным сериалом» в списке из пяти «Самых успешных сериалов России 2013-го года»[25].
- ВЦИОМ провёл всероссийский опрос 14—15 декабря 2013 г. В рейтинге российских сериалов за весь 2013 год 3 % опрошенных назвали телесериал «Молодёжка». Всего было опрошено 1 600 человек в 130 населённых пунктах в 42 областях, краях и республиках России[26].
- Интернет-портал «Вокруг ТВ» включил телесериал «Молодёжка» в список из десяти «Телепроектов 2013 года»[27].
- 12 марта 2014 года сериал стал обладателем Народной премии «Телезвезда» в номинации «Любимый сериал. Новинки»[28].
- 27 марта 2014 года сериал стал обладателем Профессиональной премии Ассоциации продюсеров кино и телевидения в номинации «Лучший телевизионный сериал (более 24 серий)»[29].
- 12 апреля 2014 года сериал стал обладателем Народной премии «Жорж» в номинации «Российский сериал года (драма)»[30].
- 13 января 2015 года обладателями премии CTC LIKE AWARDS 2014 стали Влад Канопка за роль Андрея Кисляка (номинация «Открытие года»), Галина Сазонова за роль Виктории Олеговны (номинация «Злодей года»), Денис Никифоров и Серафима Низовская (номинация «Лучший поцелуй»)[31].
- 3 октября 2017 года сериал получил премию «ТЭФИ 2017» в номинации «Телевизионный фильм/сериал».
- 15 марта 2018 года сериал стал обладателем Профессиональной премии Ассоциации продюсеров кино и телевидения в номинации «Лучший телевизионный сериал (более 24 серий)»[32].

## Мнения о телесериале «Молодёжка»
- Трёхкратный чемпион мира Александр Овечкин:

«Скажу коротко. Этот сериал — бомба!»— 
- Чемпион мира 1990 года, двукратный чемпион Европы Александр Семак:

«Мне бы не хотелось критиковать, но кое-что бросилось в глаза. У некоторых игроков, например, шлемы были не застегнуты, да и разговоры в раздевалке обычно бывают покрепче. Но некоторые ошибки — это ерунда. Главное — благородная идея будущего телевизионного продукта. Он очень ценный в воспитательном плане и очень правдивый по драматургии».— 
- Вячеслав Фетисов (играет самого себя):

«Вячеслав Муругов и Фёдор Бондарчук попросили меня поучаствовать в этом проекте. Мы с ними не раз говорили о том, что необходимо сделать что-то патриотичное, командное для молодых ребят. Показать, что спорт — это не просто голы, очки, секунды, а целая жизнь — переживания, радости, маленькие трагедии и большие успехи. Мне было действительно интересно сняться в таком проекте».— 
- Бывший нападающий хоккейного клуба «Авангард» Алексей Бадюков:

«Об этом проекте я узнал ещё лет пять назад. Тогда я выступал за московское „Динамо“, и на меня вышли ребята из съёмочной группы. Я заинтересовался, мы отсняли какие-то сцены на льду и в раздевалке. Я какое-то время ждал, а потом решил, что фильма не будет. Но недавно мне позвонили: сериал, как выяснилось, наконец-то готов к выходу!.. Интересно будет посмотреть на то, что получилось. Ещё поспрашиваю, в какой серии можно будет увидеть себя».— 
- Двукратный чемпион мира Алексей Морозов:

«Я успел не только посмотреть „Молодёжку“, но и сняться в ней. Правда, пока моя главная роль — хоккей. И не задумываюсь, кого бы в дальнейшем мог сыграть. Пока самого себя — и достаточно. Прочитал сценарий „Молодёжки“ после того, как предложили попробовать сыграть в сериале. Понравилось. Исполнять роль самого себя просто: ничего не надо выдумывать — всё как в жизни. Всем советую обратить внимание на этот сериал, потому что он очень правдоподобный, спортивный, жизненный. У нас в команде все с нетерпением ждут новые серии».— 
- Управляющий директор Молодёжной хоккейной лиги Дмитрий Ефимов:

«Я бы не только взял „Медведей“ в нашу лигу, но и болел бы за них, тем более что у нас там много „зверей“: „Кузнецкие медведи“, „Белые медведи“ и даже „Стальные лисы“».— 

## Индукция

### DVD
В России и странах СНГ первый сезон сериала «Молодёжка» лицензионно был издан на DVD 13 февраля 2014 года компанией «Мистерия звука». Сериал был выпущен в двух видах: стандартный (по 20 серий в упаковке из 2 DVD) и подарочный (по 40 серий в упаковке из 4 DVD).
Последующие сезоны на DVD лицензионно не издавались.

### Серия книг
31 октября 2013 года издательство «Эксмо» выпустило первую книгу серии «Детская Молодёжка» под названием «Первый матч», автор Екатерина Неволина. Книга написана по мотивам первого сезона телесериала «Молодёжка». Первоначальный тираж книги составил 10 000 экземпляров.
12 января 2015 года издательство «Эксмо» выпустило вторую книгу серии «Детская Молодёжка» под названием «Шанс на победу», автор Анна Антонова. Книга написана по мотивам второго сезона телесериала. Первоначальный тираж книги составил 15 000 экземпляров.

## Игра
15 декабря 2014 года компанией Game Insight в App Store и Google Play была выпущена мобильная игра «Молодёжка: смотри и играй!». По мере развития сюжета, в ней можно играть за Егора Щукина, Андрея Кисляка и Марину Касаткину. В 2016 году игра «Молодёжка: смотри и играй» была удалена.